# Montreal
Montreal (em francês:  Montréal) é a maior cidade da província canadense de Quebec e o segundo município mais populoso do Canadá. Originalmente chamada de Ville-Marie, ou "Cidade de Maria", a cidade foi renomeada para "Montréal", uma versão arcaica, escrita de forma simplificada, em homenagem ao Monte Royal, um morro localizado em um parque no centro da cidade. Montreal está localizada em sua maior parte na Ilha de Montreal, que tomou o seu nome da mesma fonte que a cidade, e em algumas ilhas periféricas muito menores. Montreal tem um clima continental distinto de quatro estações com verões quentes e invernos nevados e frios.
Em 2016, a cidade tinha uma população de 1 704 694 habitantes, sua área metropolitana tinha uma população de 4 098 927 e a aglomeração urbana 1 942 044, incluindo todos os municípios da Ilha de Montreal. O francês é a língua oficial da cidade, é a língua mais falada em casa por cerca de 49,8% da população da cidade, seguida do inglês em 22,8% e 18,3% por outras línguas (no censo de 2016). Na região metropolitana de Montreal, 65,8% da população fala francês em casa, em comparação com 15,3% que falam inglês. A aglomeração urbana de Montreal é uma das mais bilíngues da província de Quebec e do Canadá, com mais de 59% da população capaz de falar tanto o inglês como o francês.
A cidade foi historicamente a capital comercial do Canadá, mas foi superada em população e em força econômica por Toronto na década de 1970. Continua a ser um importante centro de comércio, tecnologia aeroespacial, finanças, produtos farmacêuticos, tecnologia, design, educação, cultura, turismo, jogos, cinema e assuntos mundiais. Sendo a localização da sede da Organização da Aviação Civil Internacional, Montreal é uma das três cidades canadenses que abriga a Organizações das Nações Unidas (juntamente com Washington, D.C. e Nova York) e também tem o segundo maior número de consulados no continente. Montreal também já foi nomeada pela UNESCO como cidade do design. Em 2009, Montreal foi a nomeada como a principal sede canadense de eventos de associação internacional, de acordo com os rankings preliminares de 2009 da Associação Internacional de Congressos e Convenções. A edição de 2017 da QS Best Students Cities classificou Montreal como a melhor cidade do mundo para ser um estudante universitário. Em 2015 a revista Economist classificou Montreal como a 14ª melhor cidade do mundo para se viver entre as 140 cidades avaliadas. Montreal é atualmente uma das cidades mais seguras do continente americano, sendo que em 2005 foram cometidos apenas 35 homicídios em toda a cidade.
Montreal já realizou várias conferências e eventos internacionais ao longo de sua história, incluindo a Exposição Internacional e Universal de 1967 e os Jogos Olímpicos de Verão de 1976. É a única cidade canadense que realizou os Jogos Olímpicos de Verão. Atualmente, a cidade abrigou o Grande Prêmio do Canadá de Fórmula 1, o Festival Internacional de Jazz de Montreal e o festival Just for Laughs. Em 2012, Montreal foi classificada como uma cidade global.

## Etimologia
Na língua mohawk, a ilha se chama Tiohtià: ke Tsi. É um nome que se refere às Cataratas Lachine ao sudoeste da ilha ou Ka-wé-no-te. Significa "um lugar onde as nações e os rios se unem e se dividem". Na língua ojíbua, a área se chama Mooniyaang, o que significa "o primeiro ponto de parada" e faz parte da profecia de sete fogos.
Embora a cidade tenha sido nomeada pela primeira vez pelos colonos europeus de Ville Marie, ou "Cidade de Maria", seu nome atual vem do Monte Royal, a colina de três picos no coração da cidade. De acordo com uma teoria, o nome deriva do Mont Réal, (Mont Royal no francês moderno, embora no século XVI os termos real e royal fossem usados indistintamente); a entrada do diário de Cartier de 1535, nomeando a montanha, refere-se ao Mont Royal. Uma possibilidade do Governo do Canadá em seu site sobre nomes de lugares canadenses é que o nome foi adotado como está escrito hoje em dia porque um mapa inicial de 1556 usou o nome italiano da montanha, Monte Real; este equívoco foi rejeitado pela Comission de Toponymie du Québec.
De acordo com o Governo do Canadá, o Governo de Quebec, a Comission de Toponymie du Québec e o Conselho de Nomes Geográficos do Canadá, os nomes das cidades e cidades canadenses têm apenas um formulário oficial. Assim, Montreal é oficialmente escrito com um ac acentuado em inglês e francês canadenses.

## História

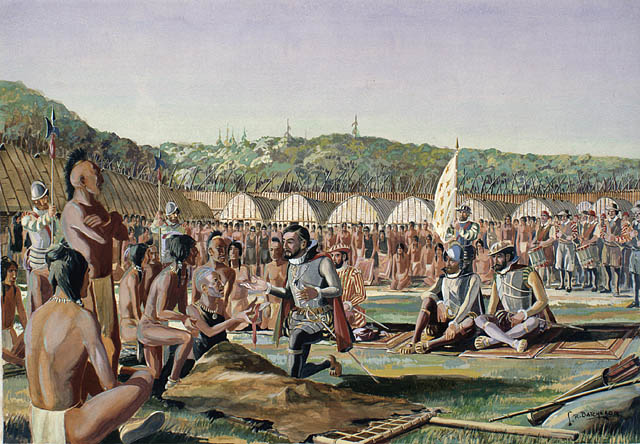
Jacques Cartier em Hochelaga. Cartier foi o primeiro europeu a chegar na região, em 1535.

O local onde fica a cidade de Montreal era habitado por nativos algonquinos, hurões e iroqueses, por milhares de anos antes da chegada dos primeiros europeus. Os rios e lagos da região eram cheios de peixes, que serviam como alimento aos nativos, além de servir como rotas de transportes.
O primeiro europeu a pisar na atual cidade de Montreal foi Jacques Cartier, que havia navegado o Rio São Lourenço acima, em 1535. Ouvindo rumores numa aldeia iroquesa, onde atualmente está localizada a cidade de Quebec, de que  existia ouro na Ilha de Montreal, e impedido de continuar sua exploração rio acima pelas Cataratas de Lachine (geograficamente ao sul de Montreal), Cartier explorou a ilha, avistando uma aldeia iroquesa, Hochelaga, onde viviam aproximadamente mil nativos. A aldeia estava localizada ao pé do Monte Royal. Cartier então fincou uma cruz, a primeira de uma série, em honra ao Rei francês Francisco I, que havia patrocinado a excursão de Cartier. Para a infelicidade do navegador francês, o que os nativos haviam descrito como um "metal brilhante" não passava de quartzo, ou possivelmente pirita (o ouro dos tolos). Samuel de Champlain foi à Ilha de Montreal duas vezes, em 1603 e 1611, quase um século depois de Cartier. Hochelaga, então, já havia sido abandonada pelos iroqueses.

### Colonização europeia

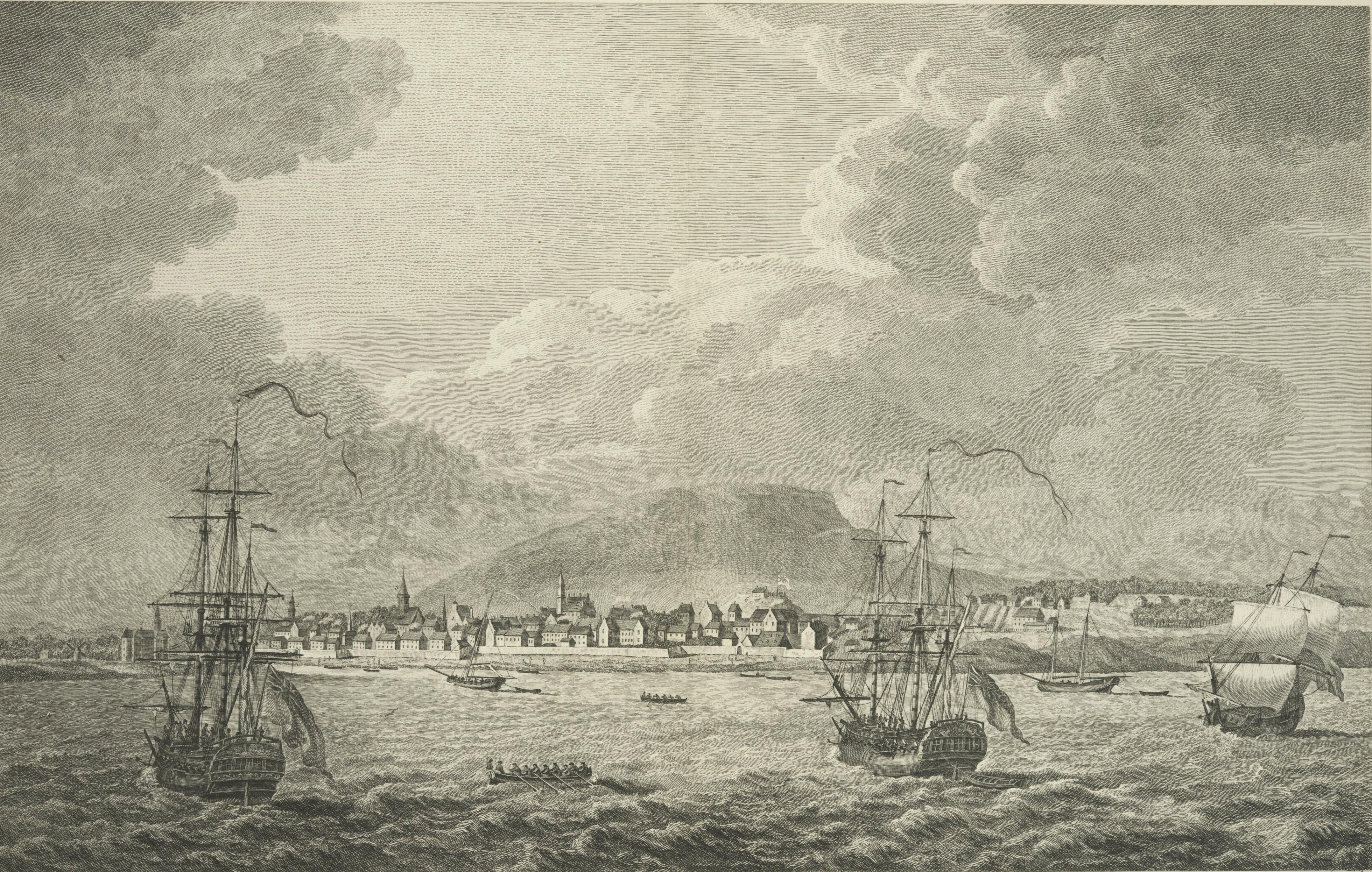
Montreal a partir do rio São Lourenço em 1762.

Em 1639, o cobrador de impostos Jérôme Le Royer criou uma companhia, em Paris. O objetivo da companhia era a colonização da atual Ilha de Montreal. Em 1641, a companhia enviou um grupo de missionários cristãos, cujo objetivo principal era "cristianizar" os nativos locais. Em 1642, o grupo missionário, composto por cerca de 50 pessoas, desembarcou na ilha e construiu um forte, estabelecendo a Vila Maria de Montreal (Ville Marie de Montréal).
Ataques iroqueses assolaram continuamente o forte, esperando destruir a então rentável troca de peles que os franceses mantinham com os algonquinos e hurões, rivais dos iroqueses. Apesar destes ataques, Montreal prosperava como centro católico de troca e venda de peles, bem como uma base central para a exploração de outras regiões da Nova França (regiões da América do Norte fazendo parte do império francês). No início do século XVII, a pequena Ville-Marie passou a ser chamada de Montreal. Então, possuía uma população de aproximadamente 3,5 mil habitantes.
Montreal foi invadida por forças inglesas em 1760, durante a Guerra Franco-Indígena (1754 a 1763), e passou definitivamente para controle britânico em 1763, dada a decisão francesa de manter a Ilha de Guadalupe, no Tratado de Paris, cedendo as colônias na América do Norte para o Reino Unido. Foi ocupada temporariamente pelos Estados Unidos durante a guerra da independência dos Estados Unidos em 1776. Benjamin Franklin e outros diplomatas americanos tentaram conseguir o apoio de canadenses francófonos à causa da independência das Treze Colônias contra os britânicos, sem sucesso. Em junho de 1776, com a chegada de tropas britânicas, os americanos recuaram. No início do século XVIII, Montreal possuía aproximadamente nove mil habitantes, quando imigrantes vindos da Escócia começaram a se instalar na cidade.

### Século XIX

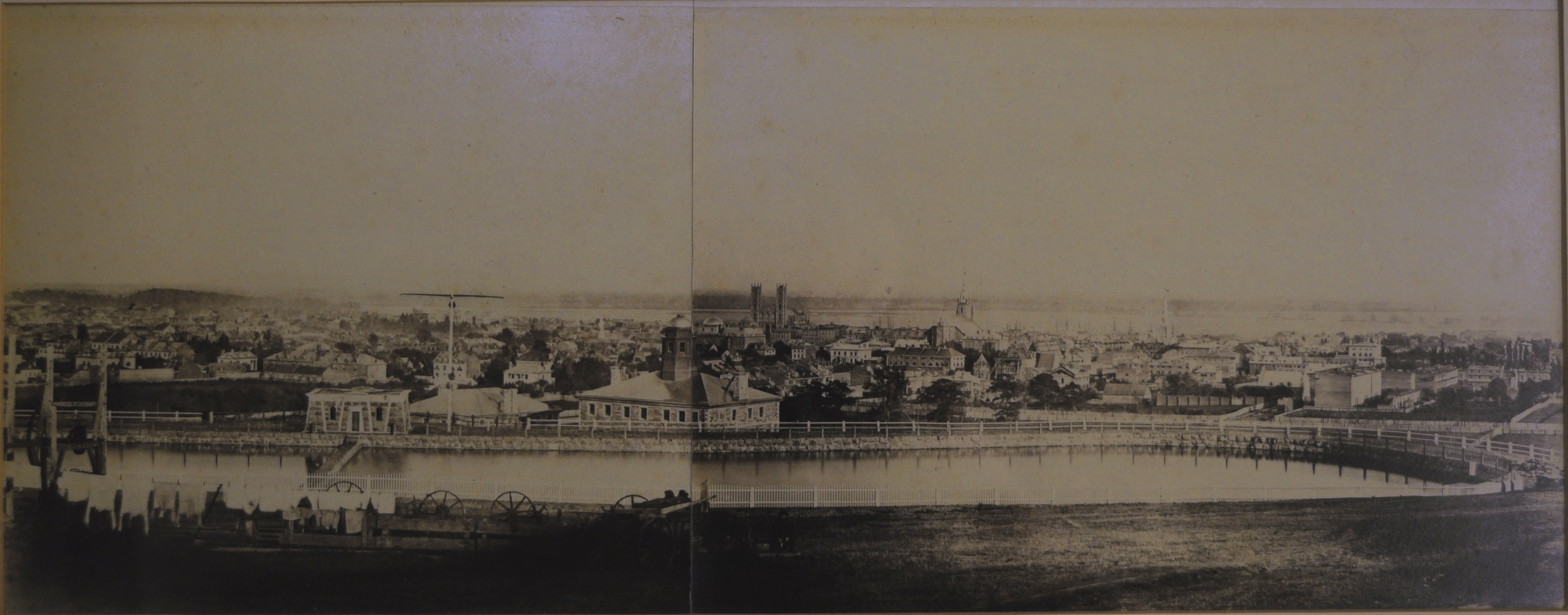
Montreal em 1858.

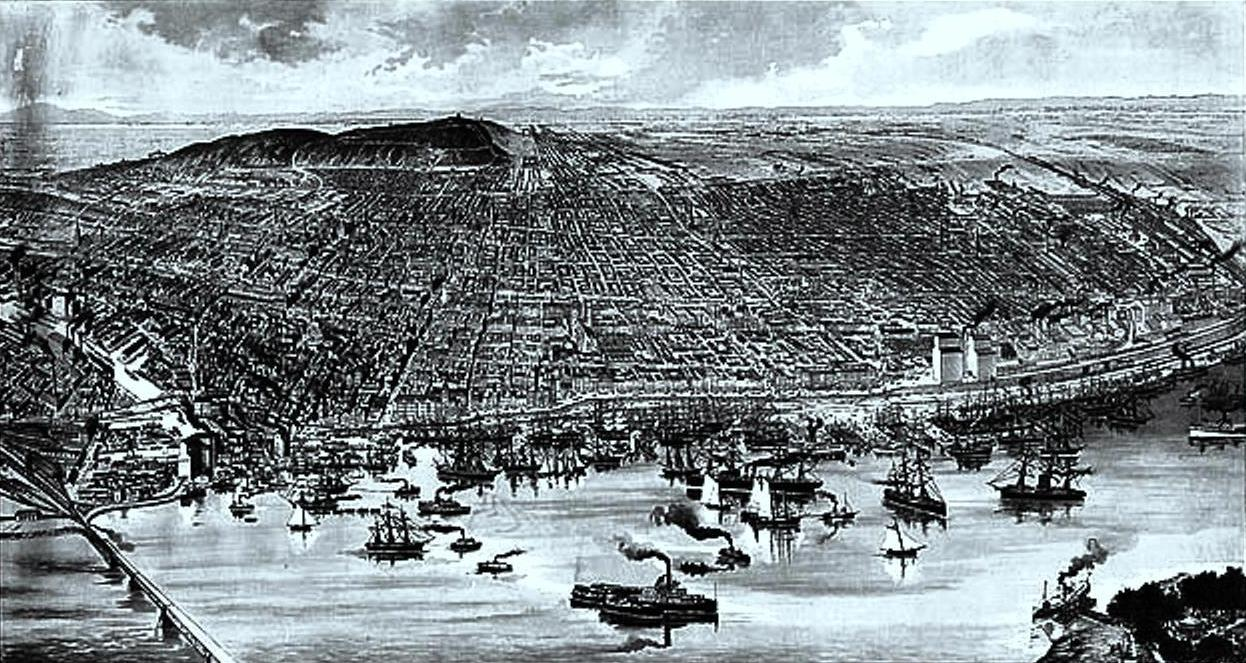
O porto de Montreal em 1889.

Os escoceses, embora constituindo apenas uma pequena percentagem da população da cidade, foram essenciais para a construção do Canal de Lachine, em 1825, que permitiu a navegação de grandes navios pelo rio, tornando a pequena Montreal em um dos principais centros portuários da América do Norte. Os pioneiros escoceses também criaram a primeira ponte conectando a ilha ao continente, o primeiro shopping center da cidade, ferrovias, e o Banco de Montreal, o primeiro banco do Canadá, e atualmente um dos maiores bancos do país.
Foi a capital da província colonial do Canadá entre 1844 e 1849, e centro de uma explosão econômica que atraiu muitos imigrantes de língua inglesa, como irlandeses, escoceses e ingleses. Isto tornou a cidade por um curto período de tempo primariamente anglófona, até a chegada de mais imigrantes franceses nas décadas de 1840 e 1850. Este crescimento acelerado fez de Montreal a maior cidade da América Inglesa, e indiscutivelmente a capital econômica e cultural do Canadá, causando um boom populacional: entre 1825 e 1850, a população da cidade cresceu de 16 mil habitantes para 50 mil habitantes.
O crescimento da cidade, tanto em termos econômicos (construção de indústrias e ferrovias) como populacionais (a cidade alcançou os 100 mil habitantes no fim da década de 1860, dos quais metade eram de origem francesa), continuava. A importância e a prosperidade econômica da cidade aumentou quando a primeira ferrovia transcontinental canadense, a Canadian Pacific Railway, foi construída, conectando Montreal com Vancouver, na Colúmbia Britânica, e outras cidades importantes no interior. Na virada do século, Montreal possuía uma população de aproximadamente 270 mil habitantes.

### Século XX

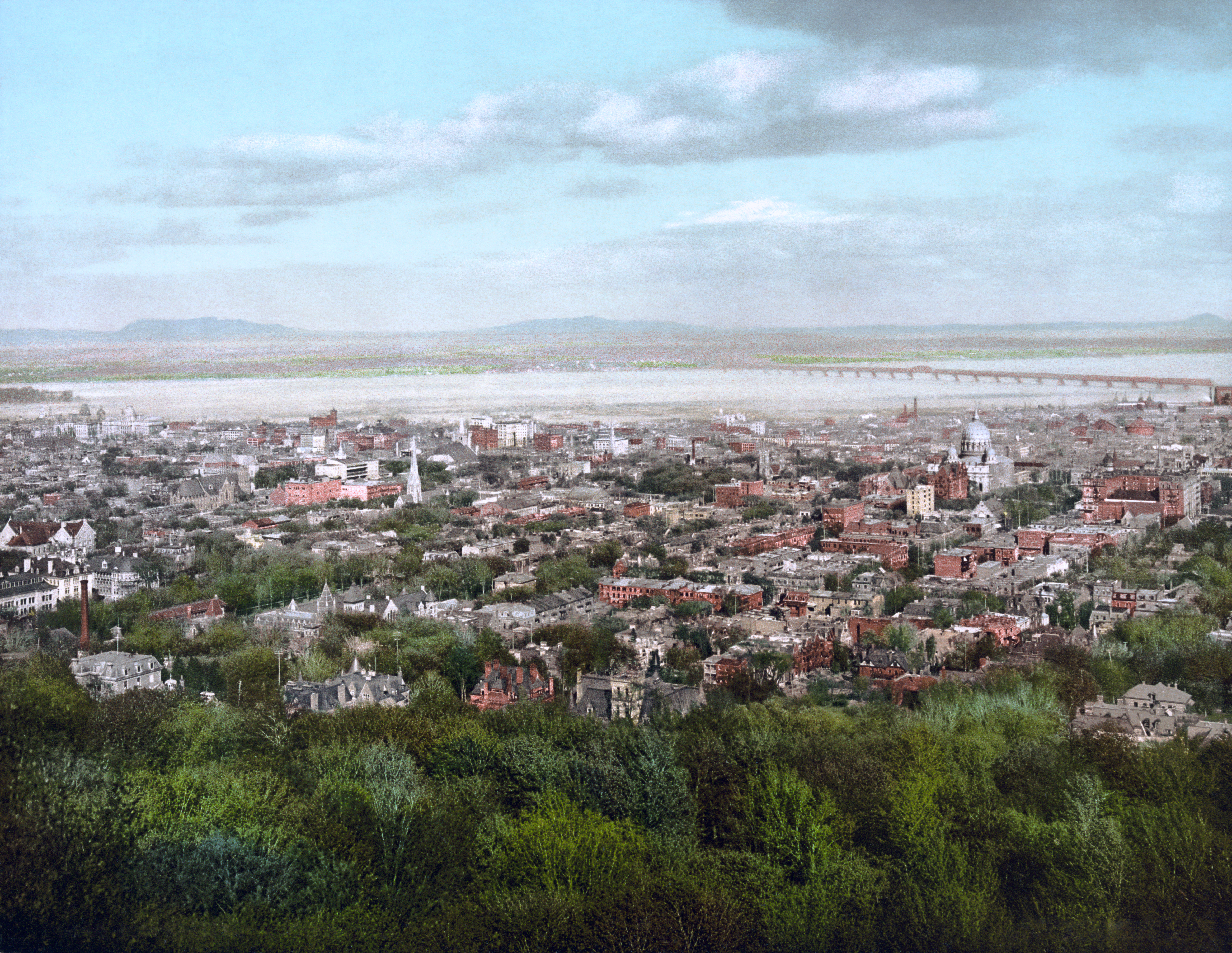
Vista da cidade do Monte Royal em 1902.

Na Primeira Guerra Mundial, na qual o Canadá lutou do lado dos aliados (França, Reino Unido, e, posteriormente, os Estados Unidos), os habitantes anglófonos da cidade apoiaram o governo, com muitos deles oferecendo-se para lutar na guerra. Os habitantes francófonos, contudo, não tiveram o mesmo entusiasmo. Em 1917, com insuficiência de soldados, a voluntarização forçada de quaisquer pessoas elegíveis a lutar na guerra causou revoltas em Montreal, afastando a população anglófona e francófona uma da outra. Depois da Primeira Guerra Mundial, com a proibição de bebidas alcoólicas nos Estados Unidos, Montreal tornou-se um paraíso para americanos em busca de bebidas alcoólicas. A cidade ganhou o infame apelido de Sin City (Cidade do Pecado), graças à venda de bebidas alcoólicas, jogo e prostituição.
Apesar de duramente atingida pela Grande Depressão econômica na década de 1930, Montreal continuou a se desenvolver, com a construção de vários arranha-céus. Entre eles, o Sun Life Building, o mais alto arranha-céu da Commonwealth Britânica por um período de tempo. A Segunda Guerra Mundial e o alistamento forçado de pessoas trouxeram novamente problemas de cunho cultural entre anglófonos e francófonos. Desta vez, sem maiores consequências que a prisão de Camillien Houde, então prefeito da cidade, que incentivara os habitantes de Montreal a ignorar a causa do governo canadense na guerra, exortando ao não alistamento na mesma.

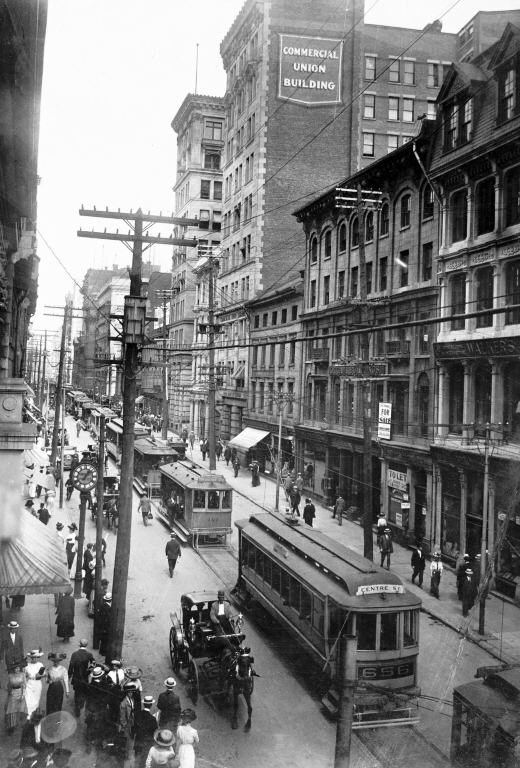
St. James Street (atual Rue Saint-Jacques) em 1910.

Por volta de 1950, a cidade de Montreal alcançou seu primeiro milhão de habitantes. Jean Drapeau foi eleito prefeito da cidade em 1954, ficando no cargo até 1957, e, depois, de 1960 até 1986, iniciando grandes projectos como um sistema de metrô, uma cidade subterrânea, a expansão da baía portuária, a inauguração do canal hidroviário do Rio São Lourenço e a construção de modernos edifícios comerciais no centro financeiro da cidade.
Montreal foi o centro do crescimento do nacionalismo quebequense, que havia começado nos anos 50, e crescido até o começo da década de 1970. Em 1967, Montreal foi sede da Expo 67, uma feira internacional que coincidiu com o centenário da independência canadense. A Expo 67 acabou por ser uma das maiores já realizadas da história, além de ter sido o palco de um famoso discurso do então presidente francês, Charles de Gaulle, no qual expressava o seu apoio aos nacionalistas quebequenses, causando turbulências nas relações franco-canadianas.
Montreal organizou os Jogos Olímpicos de Verão de 1976, o que endividou profundamente a cidade (na ordem dos bilhões de dólares canadenses), devido a gastos não controlados e à corrupção. A dívida continuou a ser paga até o início de 2006. Embora Montreal tenha planejado concorrer nas seletivas que determinariam a cidade que sediará os Jogos Olímpicos de 2016, muitos dos habitantes da cidade não querem que a cidade sedie outra Olimpíada.

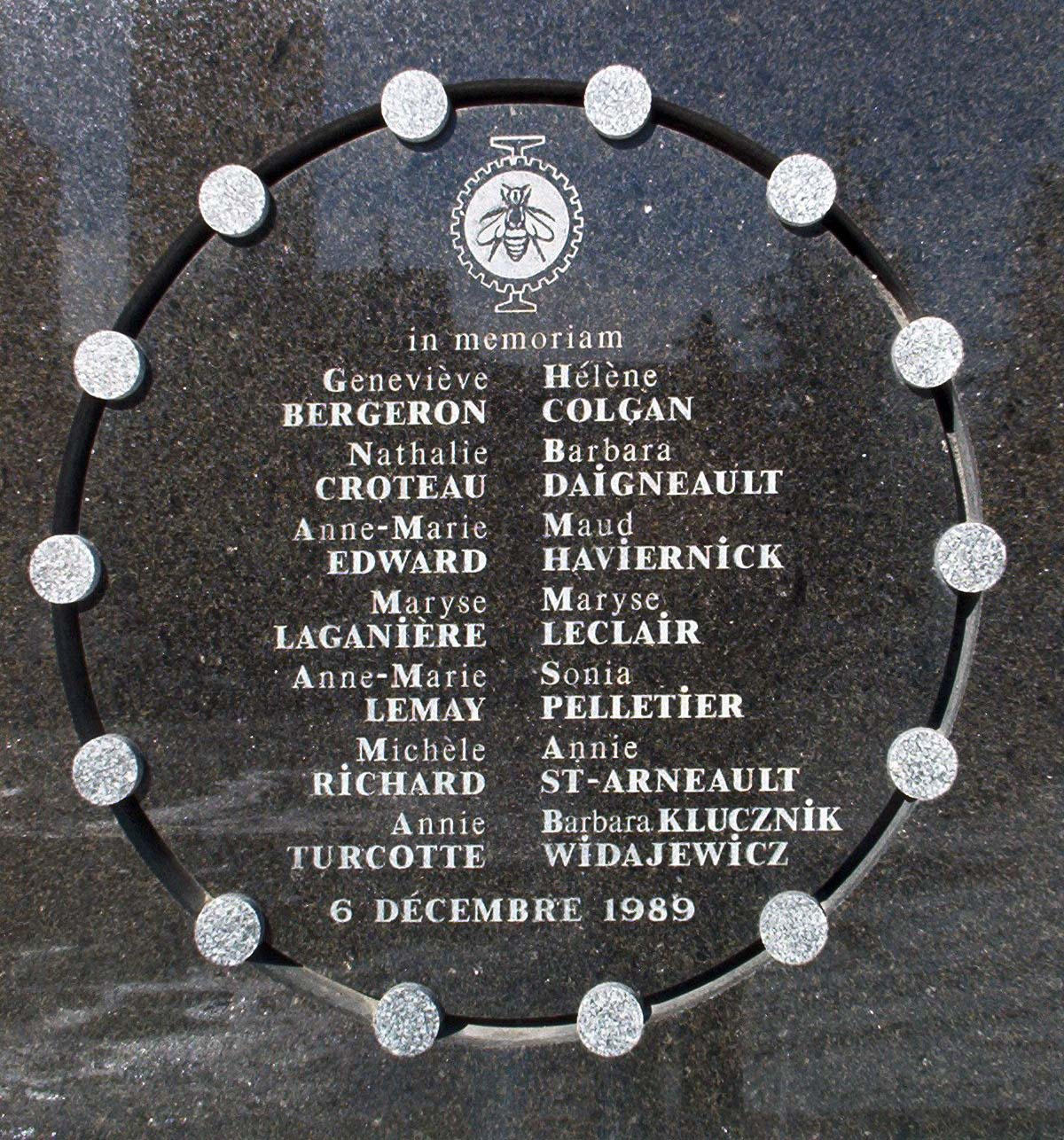
Memorial ao Massacre da Escola Politécnica de Montreal.

O maior centro urbano do Canadá e principal centro comercial e industrial do país desde os primórdios da história moderna do Canadá, Montreal foi superado, em número de habitantes e importância econômica, pela cidade de Toronto (Toronto e seus cinco subúrbios da época, que atualmente compõem a cidade de Toronto), na província de Ontário, entre a década de 1970 e década de 1980.
O crescimento do nacionalismo Quebequense teve como consequência a ocorrência de atos terroristas, cometidos na cidade por extremistas entre 1963 e 1970. A aprovação da Lei 101 pelo governo de Quebec, em 1977, limitando o uso do inglês e outros idiomas que não o francês na política, comércio e na mídia, foram fatores decisivos, causando o afastamento de comerciantes e empresas internacionais, que se mudaram principalmente para Toronto, e a diminuição do número de imigrantes instalados na cidade.
Em 6 de dezembro de 1989, Marc Lépine matou 14 estudantes do sexo feminino na Escola Politécnica de Montreal e feriu outros 13 estudantes, antes de cometer suicídio. Este evento, o Massacre da Escola Politécnica de Montreal, é o maior massacre já realizado no país. Em 1992, Valery Fabrikant matou quatro colegas de trabalho na Universidade Concórdia. Montreal celebrou o seu 350.º aniversário em 1992.

### Século XXI

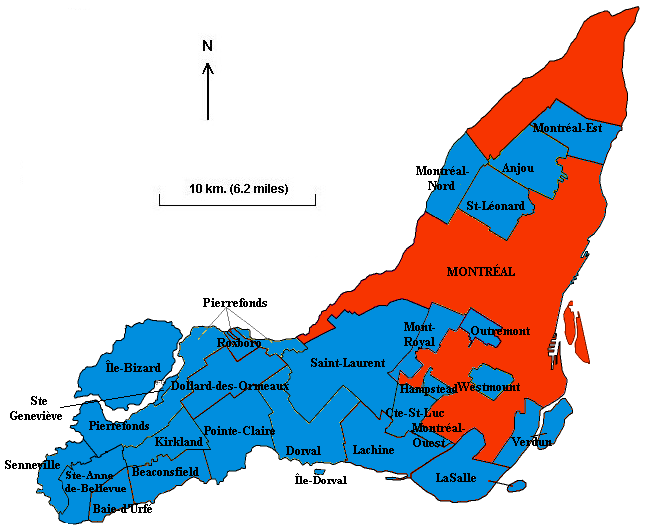
Ilha de Montreal antes da fusão de todos os seus municípios.

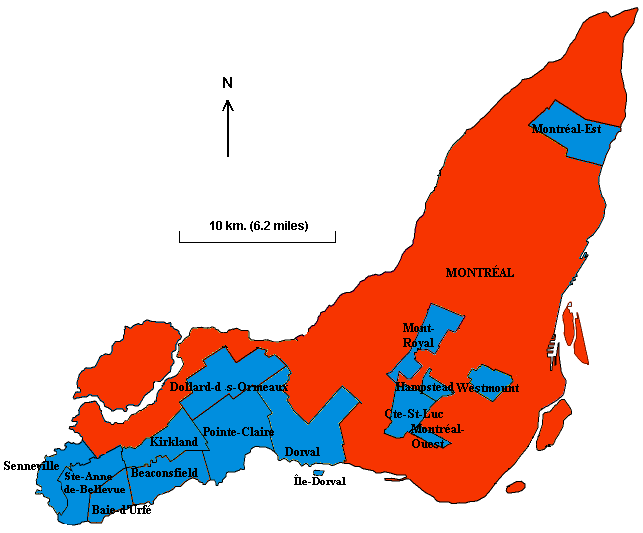
Ilha de Montreal após várias comunidades terem restabelecido sua independência em 2006.

Em 2001, o Partido Quebequense, então no governo da província, fundiu as outras 27 cidades que ocupavam a ilha a Montreal, formando uma única cidade - a cidade de Montreal - sob o slogan Une île, une ville (Uma ilha, uma cidade), à mesma época da fusão de outras cidades de Quebec. Isto foi feito por razões econômicas, uma vez que era esperado que cidades maiores seriam mais eficientes em termos econômicos, podendo ser mais competitivas com outras cidades canadenses, como Toronto, que se tinha fundido com outras cinco cidades vizinhas em 1998.
As cidades que existiam na Ilha de Montreal, unidas nesta fusão eram Anjou, Baie d'Urfé, Beaconsfield, Côte Saint-Luc, Dollard-des-Ormeaux, Dorval, Hampstead, Île-Bizard, Île-Dorval, Kirkland, Lachine, LaSalle, Montréal-Est, Montréal-Nord, Montréal-Ouest, Outremont, Mont-Royal, Pierrefonds, Pointe Claire, Roxboro, Sainte-Anne-de-Bellevue, Sainte-Genéve, Saint-Laurent, Saint-Léonard, Senneville, Verdun e Westmount. Porém, como aconteceu em outras fusões que haviam ocorrido Canadá afora, a fusão destas 69 posições não foi bem aceita por boa parte da população das cidades envolvidas. Complicava ainda mais esta situação a presença de cidades anglófonas, que seriam fundidas à francófona Montreal. A população destas cidades temia que seus direitos fossem desrespeitados com este ato.
Em abril de 2002, o Partido Liberal do Quebec derrotou o Partido Quebequense. De acordo com as promessas eleitorais, o Partido Liberal concedeu um referendo entre as cidades que haviam sido fundidas com Montreal, votando a favor ou contra a fusão. Tal referendo foi realizado em 20 de julho de 2004, sendo realizado em 22 das 27 antigas cidades. Seguindo os resultados da votação, 15 das antigas cidades iriam recuperar sua independência a 1 de janeiro de 2006. As cidades que decidiram continuar com Montreal foram Anjou, Île-Bizard, Lachine, LaSalle, Montréal-Nord, Outremont, Pierrefonds, Roxboro, Saint-Géneve, Saint-Laurent, Saint-Léonard e Verdun.
As boas condições econômicas da cidade permitiram atuais avanços na infra-estrura da cidade, com a expansão do sistema de metrô para a cidade vizinha de Laval e o desenvolvimento de um anel rodoviário em torno da Ilha de Montreal. A revitalização de vários bairros, antes decadentes, também está ocorrendo. Montreal sediou o World Outgames de 2006, um evento esportivo patrocinado pela comunidade homossexual internacional. Estima-se que 18,5 mil pessoas participaram no evento.
Em 13 de setembro de 2006, Kimveer Gill entrou armado dentro do prédio principal da Faculdade Dawson, do qual ele era um estudante, abrindo fogo, matando um estudante e ferindo 22 pessoas, antes de ser incapacitado por policiais. Gill então cometeu suicídio. Foi o terceiro tiroteio realizado em uma instituição educacional em Montreal, e o quinto em território canadense. Em 30 de setembro de 2006, uma rampa de acesso da uma via expressa ao norte da cidade desabou na via. Os destroços esmagaram dois carros que passavam sob a via no momento, matando os cinco ocupantes dos veículos, e ferindo seriamente seis pessoas, de quatro carros que estavam sobre a rampa no momento do acidente e de carros que utilizavam a via expressa e não tiveram tempo de frear quando a rampa desabou.

## Geografia

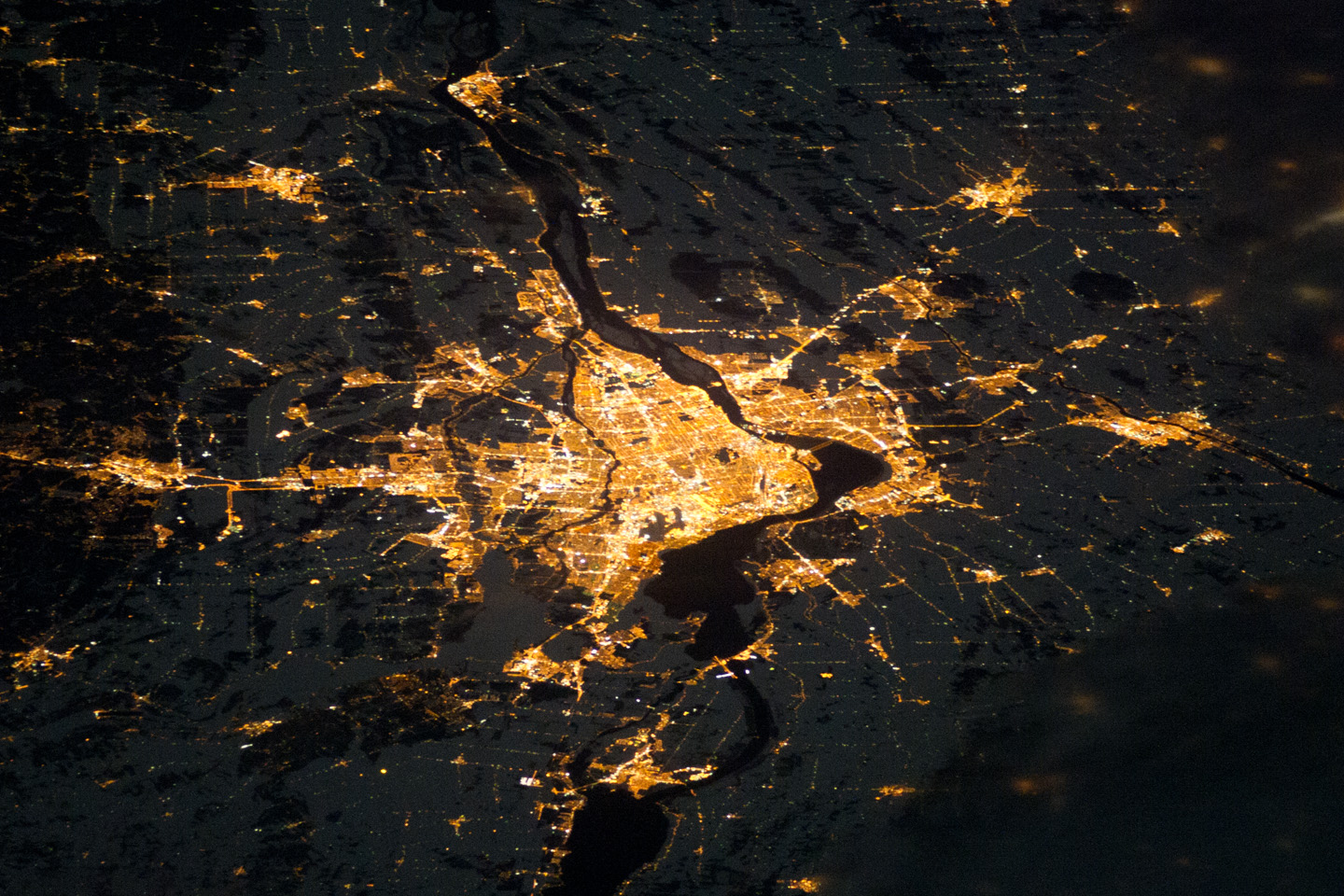
Região Metropolitana de Montreal vista da Estação Espacial Internacional

Montreal está localizada no sudoeste da província de Quebec. A cidade cobre a maior parte da Ilha de Montreal na confluência dos rios São Lourenço e Ottawa. O porto de Montreal fica a uma extremidade da via marítima de São Lourenço, a boca do rio que se estende dos Grandes Lagos até o Atlântico. Montreal é definida pela sua localização entre o rio São Lourenço ao sul e a Rivière des Prairies ao norte. A cidade tem o nome da característica geográfica mais proeminente da ilha, uma colina de três pontas chamada Monte Royal, que fica a 232 metros acima do nível do mar.
Montreal está no centro da Grande Montreal e é limitada pela cidade de Laval ao norte; Longueuil, Saint-Lambert, Brossard e outros municípios ao sul; Repentigny a leste e os municípios da Ilha Ocidental para o oeste. Os enclaves anglófonos de Westmount, Montreal West, Hampstead, Côte Saint-Luc, a cidade de Monte Royal e o enclave francófono de Montreal East estão todos rodeados pela cidade.

### Clima

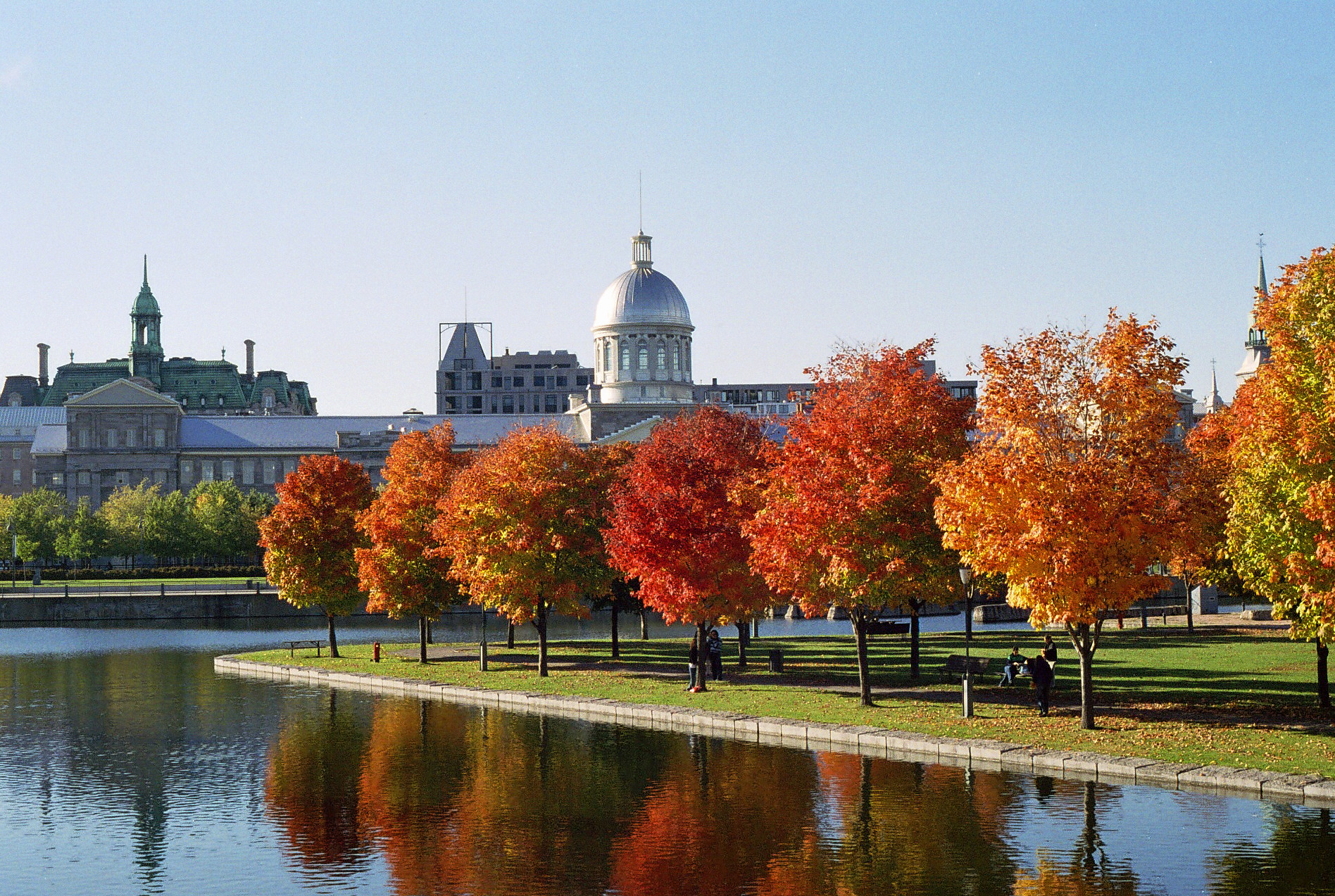
Marché Bonsecours durante o outono.

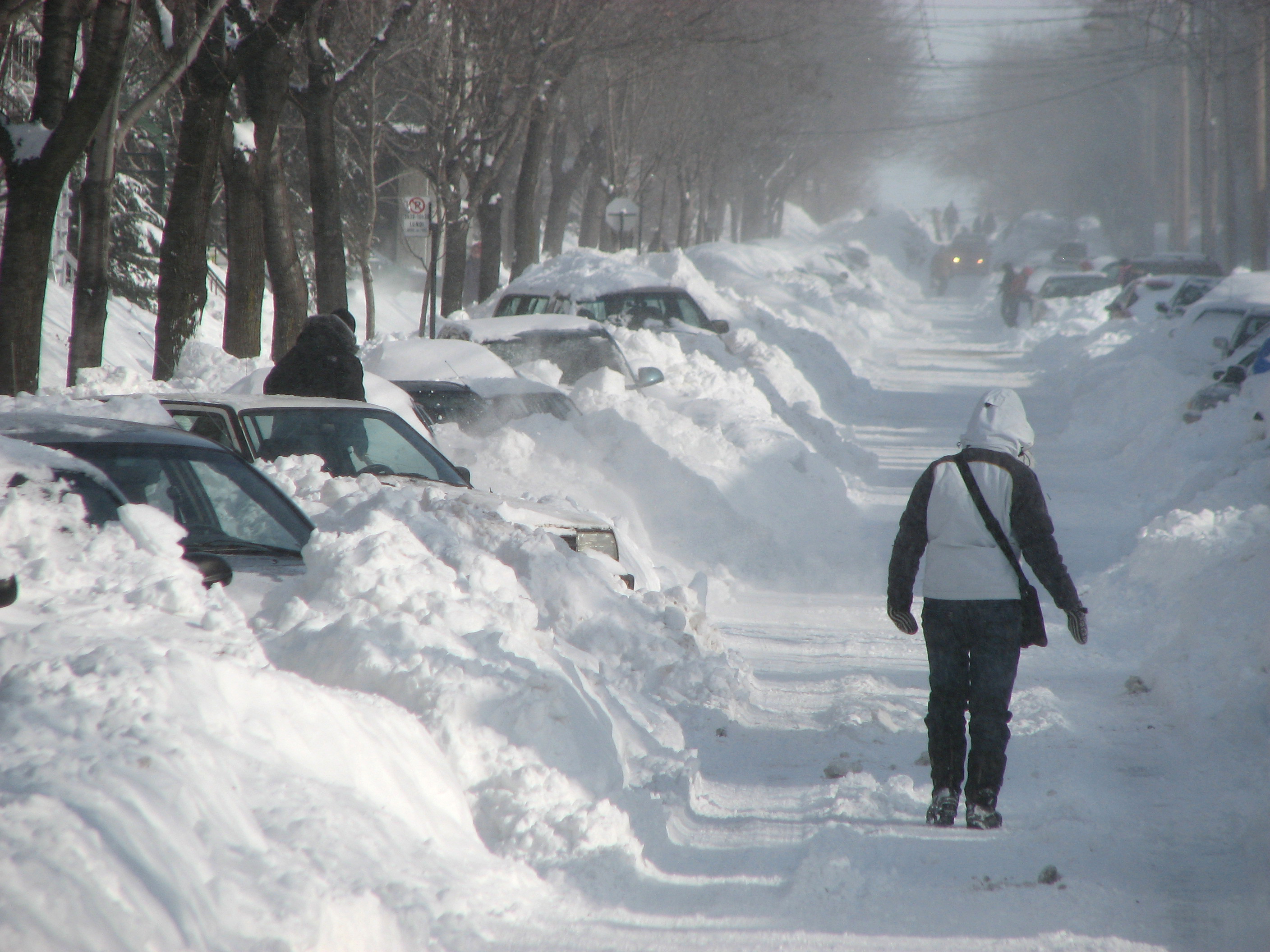
Uma cena comum em Montreal, nos dias de inverno.

Montreal é classificado como um clima continental úmido (classificação climática de Köppen: Dfa/Dfb). Os verões são, no geral, quentes e úmidos, com uma média máxima diária de 26 a 27 °C (julho a julho); temperaturas superiores a 30 °C são comuns. Por outro lado, as frentes frias podem trazer clima seco e ventoso no final e no início do verão. O inverno traz frio, nevado, ventoso e, às vezes, clima gelado, com uma média diária variando de −9 a −10,5 °C em janeiro. No entanto, alguns dias de inverno se elevam acima do nível do congelamento, permitindo a chuva em média 4 dias em janeiro e fevereiro. Geralmente, a neve cobre a cidade, em média, da primeira ou segunda semana de dezembro até a última semana de março. Apesar da temperatura do ar não cair abaixo de −30 °C a cada ano, o frio do vento faz com que a sensação térmica fique mais baixa.
A primavera e o outono são agradavelmente suaves, mas propensos a mudanças drásticas de temperatura; a primavera ainda mais do que o outono. As ondas de calor da última temporada, bem como "verões indianos" são possíveis. Tempestades de neve precoces e tardias podem ocorrer em novembro e março e, mais raramente, em abril. Montreal é geralmente livre de neve no final de abril até o final de outubro. No entanto, a neve pode cair no início de meados de outubro, bem como no início de meados de maio, em raras ocasiões.
A temperatura mais baixa já registrada foi de −37,8 °C em 15 de janeiro de 1957 e a temperatura mais alta foi de 37,6 °C em 1 de agosto de 1975, ambos no Aeroporto Internacional Dorval. Antes da manutenção de registros meteorológicos modernos (que remonta a 1871), uma temperatura mínima de quase 5 graus mais baixa foi registrada às 7 horas do dia 10 de janeiro de 1859, onde registrou-se a −42 °C.
A precipitação anual é de cerca de 1 000 mm, incluindo uma média de cerca de 210 cm de queda de neve, que ocorre de novembro a março. As tempestades são comuns no período que começa no final da primavera até o verão até o início do outono; além disso, tempestades tropicais ou seus restos podem causar fortes chuvas e vendavais. Montreal tem 2 050 horas de luz de sol anualmente, sendo o verão a estação mais ensolarada, embora ligeiramente mais úmida do que as demais em termos de precipitação total - principalmente por trovoadas.
| Mês                           | Jan   | Fev   | Mar  | Abr | Mai | Jun  | Jul  | Ago  | Set  | Out  | Nov  | Dez  | Ano  |
| ----------------------------- | ----- | ----- | ---- | --- | --- | ---- | ---- | ---- | ---- | ---- | ---- | ---- | ---- |
| Temperatura média mínima (°C) | -12,4 | -10,6 | -4,8 | 2,9 | 10  | 14,9 | 17,9 | 16,7 | 11,9 | 5,9  | -0,2 | -8,9 | 3,6  |
| Temperatura média máxima (°C) | -5,4  | -3,7  | 2,4  | 11  | 19  | 23,7 | 26,6 | 24,8 | 19,4 | 12,3 | 5,1  | -2,3 | 11,1 |
| Precipitação (mm)             | 74    | 71    | 80   | 77  | 87  | 88   | 106  | 101  | 101  | 84   | 94   | 102  | 1062 |
| Fonte: Weatherbase            |       |       |      |     |     |      |      |      |      |      |      |      |      |

## Demografia
Montreal possui 1 583 590 habitantes dentro de seus limites municipais (tinha cerca de 1,82 milhão de habitantes quando seus limites municipais incorporavam toda a Ilha de Montreal). A Grande Montreal possui 3 635 400 habitantes, com 3 215 665 habitantes dentro da área urbanizada da cidade, segundo uma estimativa da Statistics Canada. Habitantes da cidade são conhecidos como Montrealer, em inglês, e Montréalais (pessoa do sexo masculino) ou Montréalaise (pessoa do sexo feminino), em francês.
Montreal é o centro de uma região metropolitana que se estende por um raio de aproximadamente 40 km da cidade. A metrópole de Montreal é a segunda mais populosa do Canadá, e a décima mais populosa da América do Norte. A Metrópole Comunitária de Montreal (Communauté Métropolitaine de Montréal) é o órgão público encarregado do planejamento, coordenação e financiamento de desenvolvimento econômico, transporte público, coleta de resíduos, etc, nesta região metropolitana, que compreende 3 839 km² e possui 3 431 551 habitantes. O presidente da Metrópole Comunitária de Montreal é o prefeito da cidade de Montreal.

### Idiomas

Registros censitários em Montreal identificados pela língua materna.
Francófono (maioria)
Francófono (minoria)
Anglófono (maioria)
Anglófono (minoria)
Alófone (maioria)
Alófone (minoria)

Montreal é a segunda cidade francófona mais populosa do mundo, atrás apenas de Paris. Embora Kinshasa e Abidjan, situadas em países cuja língua oficial é o francês, sejam mais populosas que Montreal, o francês não é falado ou entendido pela maioria da população das duas cidades africanas.
A maioria dos habitantes de Montreal possui como idioma materno o francês. O francês foi reforçado depois que a Lei 101 entrou em vigor na década de 1970. Porém, uma minoria expressiva possui o inglês como idioma materno, e uma crescente quantidade de pessoas possui fluência em ambos os idiomas.
67,8% dos habitantes da Região Metropolitana de Montreal são francófonos, 13,8% são anglófonos, e o restante, 18,4%, possuem outro idioma como língua materna. Enquanto isso, 53% da população da Ilha de Montreal são francófonos, 18% são anglófonos e 29% possuem outro idioma como língua materna. Uma pesquisa realizada em maio de 2004 mostrou que 53% dos habitantes da cidade de Montreal falam tanto o francês como o inglês, 37% apenas francês e 7% apenas inglês.

### Raças e etnias

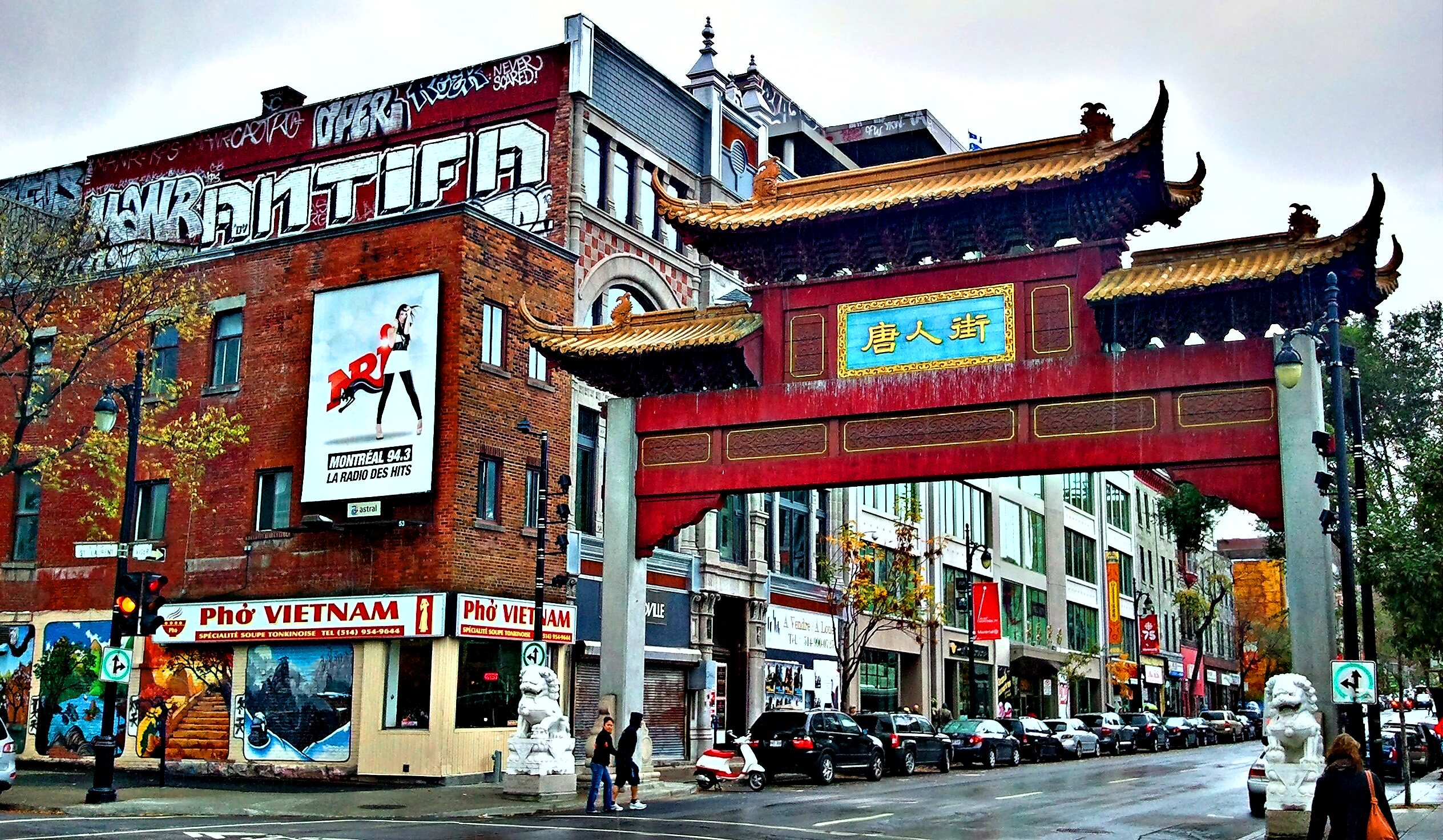
Chinatown de Montreal.

Composição racial da população de Montreal: 86,8% brancos (2 886 400); 3,9% afro-canadenses (129 705)/ 2% árabes (67 830); 1,7% sul-asiáticos (56 655); 1,5% chineses (50 115) e 1,4% multirraciais (46 900). A cidade de Montreal, como em outras grandes cidades canadenses, é uma cidade multicultural, ou seja, possui uma grande variedade de etnias e culturas diferentes. Juntamente com os descendentes de franceses e ingleses, coexistem comunidades irlandesas, italianas, judaicas, gregas, árabes, hispânicas, haitianas e portuguesas.
Mais de 25% (embora certas estatísticas elevem esse número a 50%) da população de Montreal é descendente de dois ou mais grupos étnicos. Habitantes não nascidos no país compõem 20% da população da cidade. Montreal é atualmente uma cidade multicultural, mas a cidade é uma exceção na província de Quebec. Enquanto habitantes de descendência francesa continuam a sair da cidade para estabelecerem-se em subúrbios, ou mesmo em outras cidades da província, mais imigrantes continuam a se estabelecer na cidade.
Brancos compõem 86,7% da população de Montreal, percentagem que aumenta ainda mais quando toda a população de sua região metropolitana é incluída, uma vez que brancos formam mais de 90% da população da grande maioria dos subúrbios de Montreal, com exceção de Kahnawake, uma reserva nativo americana. Montreal possui a maior percentagem de brancos entre qualquer grande cidade da América do Norte, tanto na cidade propriamente dita quanto na região metropolitana.

### Religião

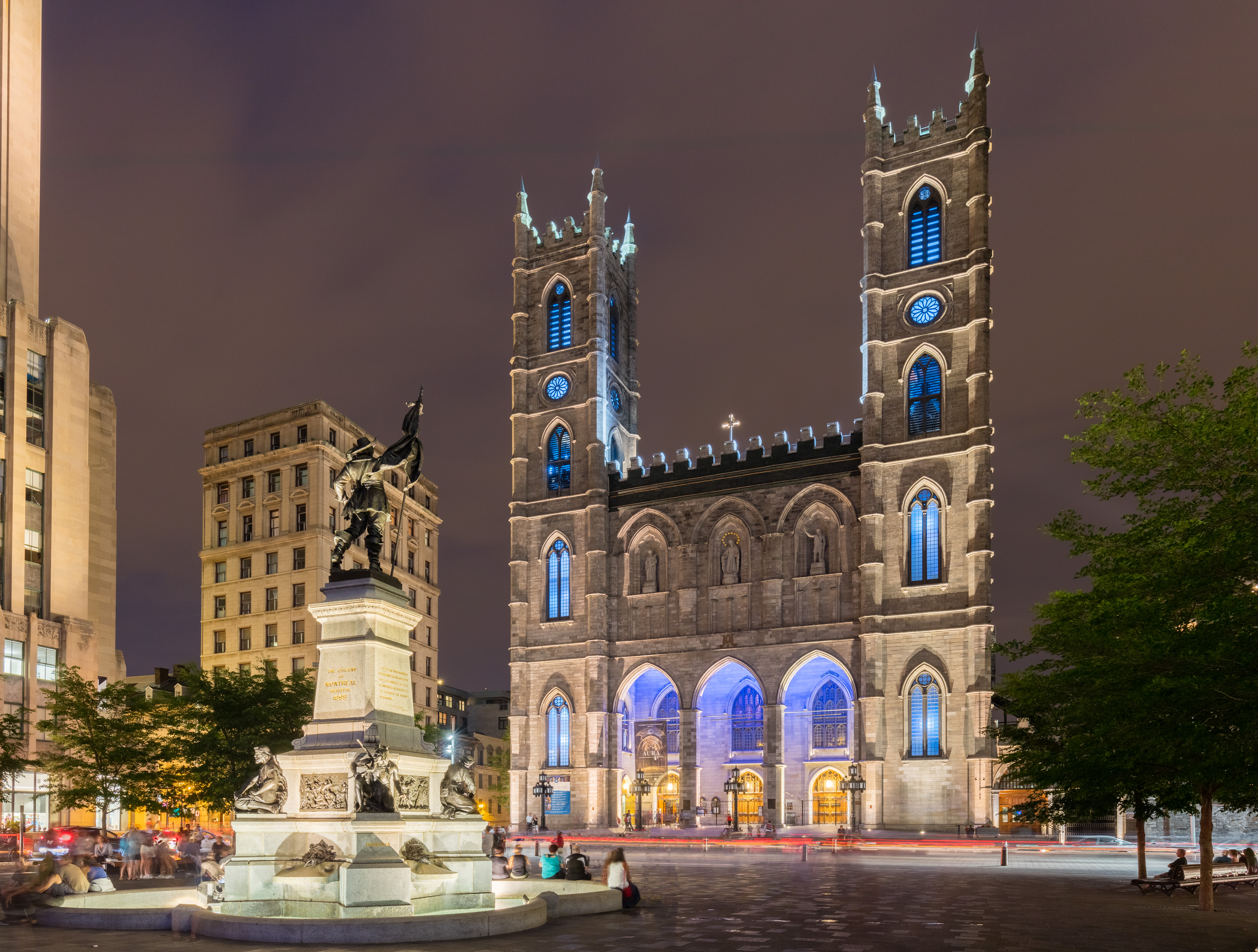
Basílica de Notre-Dame na Vieux-Montréal.

A área da Grande Montreal é predominantemente católica romana; no entanto, a frequência semanal à igreja em Quebec está entre as mais baixas do Canadá. Historicamente, Montreal tem sido um centro de catolicismo na América do Norte, com seus inúmeros seminários e igrejas, como a Basílica de Notre-Dame, a Basílica-catedral de Marie-Reine-du-Monde e o Oratório de São José. Cerca de 65,8% da população total é cristã, em grande parte católica romana (52,8%), principalmente por causa dos descendentes de colonos franceses originais e outros de origem italiana e irlandesa.
Os protestantes, que incluem a Igreja Anglicana no Canadá, a Igreja Unida do Canadá, a Igreja Luterana (devido à imigração britânica e alemã) e outras denominações, totalizam 5,90% da população da cidade. Outros 3,7% dos habitantes são compostos principalmente de cristãos ortodoxos, graças a uma grande população grega. Há também várias freguesias ortodoxas russas e ucranianas. O islamismo é o maior grupo religioso não-cristão, com 154 540 membros, a segunda maior concentração de muçulmanos no Canadá (9,6%). A comunidade judaica em Montreal tem uma população de 90 780. Em cidades como Côte Saint-Luc e Hampstead, os judeus constituem a maioria, ou uma parte substancial da população. Na década de 1971, a comunidade judaica da Grande Montreal atingiu 109.480 membros. As incertezas políticas e econômicas levaram muitos a deixar Montreal e a província de Quebec.
A população de Montreal é dividida em: cristãos (65,8%); pessoas sem religião (18,14%); muçulmanos (9,6%); judeus (2,2%); budistas (2,0%); hindus (1,4%); siquistas (0,03%) e outras religiões (0,3%).

## Administração

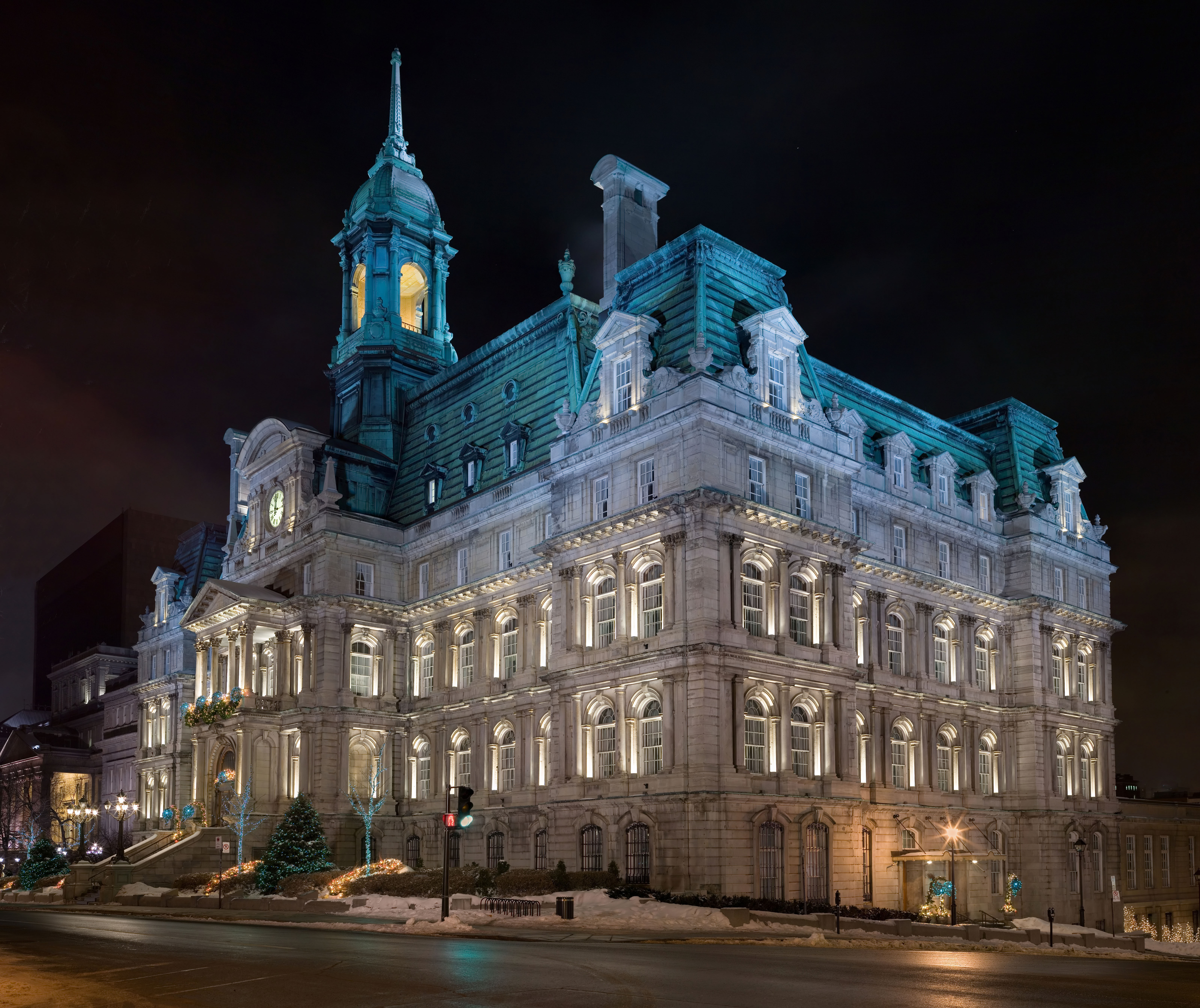
Prefeitura de Montreal.

A cidade de Montreal é administrada por um prefeito e um conselho municipal composto de 73 membros. Os habitantes da cidade elegem o prefeito. A cidade está dividida em 73 distritos municipais diferentes. A população de cada distrito elege um candidato, que atuará como representante do distrito no conselho municipal, para mandatos de quatro anos de duração. O prefeito da cidade é o principal administrador do governo da cidade, supervisionando e orientando os vários departamentos da cidade. O conselho municipal, por sua vez, discute e aprova diferentes projetos, bem como o orçamento anual.
O conselho municipal é o principal órgão administrativo da cidade de Montreal. O conselho possui mais poder do que o prefeito. O conselho tem órgão jurisdicional em vários domínios, incluindo a segurança pública, as trocas intergovernamentais, o ambiente, o urbanismo e certos programas de subvenções. O conselho de cidade está igualmente carga de supervisionar ou aprovar certas decisões dos conselhos de distritos.
O conselho municipal opera sete comissões. As comissões do conselho são responsáveis pelas relações públicas e da recepção de comentários, sugestões e críticas ligadas ao conselho municipal. São sobretudo órgãos de consulta, e não possuem nenhum poder administrativo na cidade. A principal função das comissões do conselho é informar e favorecer a participação dos cidadãos em debates públicos relacionados à administração da cidade, e informar a população sobre os membros do conselho municipal, e os candidatos a serem membros deste conselho em eleições municipais. Cada comissão é formada por sete a nove membros eleitos (com excepção de um representante do governo do Quebec à comissão sobre a segurança pública), incluindo um presidente e um Vice-Presidente.
Montreal também possui um conselho executivo, cuja função é a preparação de diversos documentos, como o orçamento ou os regulamentos municipais, sujeitos seguidamente ao julgamento do conselho de cidade. Tais documentos envolvem primariamente a concessão dos contratos, subvenções, gestão dos recursos humanos e financeiros, abastecimento e os edifícios municipais. Cerca de 40% da renda da cidade provém de impostos cobrados a propriedades. O resto dos fundos municipais provém de taxas cobradas a estabelecimentos comerciais e ao consumo de água, bem como de fundos provenientes da província de Quebec.

### Cidades-irmãs
Montreal tem algumas cidades-irmãs:
- Argel, Argélia – 1999[51]
- Bruxelas, Bélgica[52]
- Busan, Coreia do Sul – 2000[53][54]
- Dublin, Irlanda – 2016[55][56]
- Hanói, Vietnã – 1997[57]
- Hiroshima, Japão – 1998[58]
- Lucknow, Índia[59]
- Lyon, França – 1979[60]
- Manila, Filipinas – 2005[61]
- Port-au-Prince, Haiti – 1995[57][ligação inativa]
- San Salvador, El Salvador – 2001[57][ligação inativa]
- Xangai, China – 1985[62]
- Erevan, Armênia – 1998[63]

Cidades amigas:
- Paris, França – 2006[64]

## Subdivisões

Mapa dos bairros de Montreal.

Montreal está dividida em 19 arrondissements diferentes. Cada uma destas cidades possui seus próprios conselhos administrativos, os conselhos distritais. A função dos 27 conselhos distritais da cidade de Montreal é o planejamento urbano da coleta de resíduos, vigilância de estabelecimentos culturais e de lazer, do desenvolvimento comunitário, recursos humanos, prevenção de incêndios, da gestão financeira e de tarifações não-fiscais dos respectivos distritos.

### Endereços
Uma vez que Montreal localiza-se em uma ilha, as direções usadas na cidade não correspondem precisamente com direções de uma bússola, estando orientadas de acordo com a geografia da ilha. Norte e sul estão divididos em um eixo perpendicular ao Rio São Lourenço e ao Rivière des Prairies, sendo que o norte está próximo ao Rivière des Prairies, e o sul, próximo ao Rio São Lourenço. Leste e oeste são divididos em uma linha paralela ao longo do Rio São Lourenço (que corre do sudoeste para o nordeste) e o Rivière des Prairies. A Saint Lawrence Boulevard, também conhecida como The Main, divide Montreal em dois setores, leste e oeste. Ruas que correm em ambos os lados da Saint Lawrence são divididos em duas partes.[carece de fontes?]
Os prefixos Est (Leste) ou Ouest (Oeste) são adicionados ao nome da rua, dependendo se esta secção está localizada a leste ou oeste da Saint Lawrence. Ruas que correm em apenas um dos lados da Saint Lawrence geralmente não indicam a direção em seus nomes. A numeração de endereços inicia-se na Saint Lawrence, onde estabelecimentos estão numerados como "1". Os números aumentam à medida que se afasta da Saint Lawrence Boulevard. Em ruas que correm em um sentido norte-sul, o numeramento de endereços inicia-se no Rio São Lourenço e no Canal de Lachine, e aumentam no norte. Estruturas que se localizam no lado leste ou norte de uma rua recebem um número ímpar, enquanto que os lados oeste ou sul recebem números pares. Além disso, os endereços estão organizados em um sistema de gradeamento, com ruas correndo em uma direção norte-sul ou leste-oeste, cortando-se perpendicularmente entre si, como ocorre em muitas cidades do Canadá e dos Estados Unidos em geral. Ruas geralmente mantêm sua direção ao longo de seu curso.[carece de fontes?]

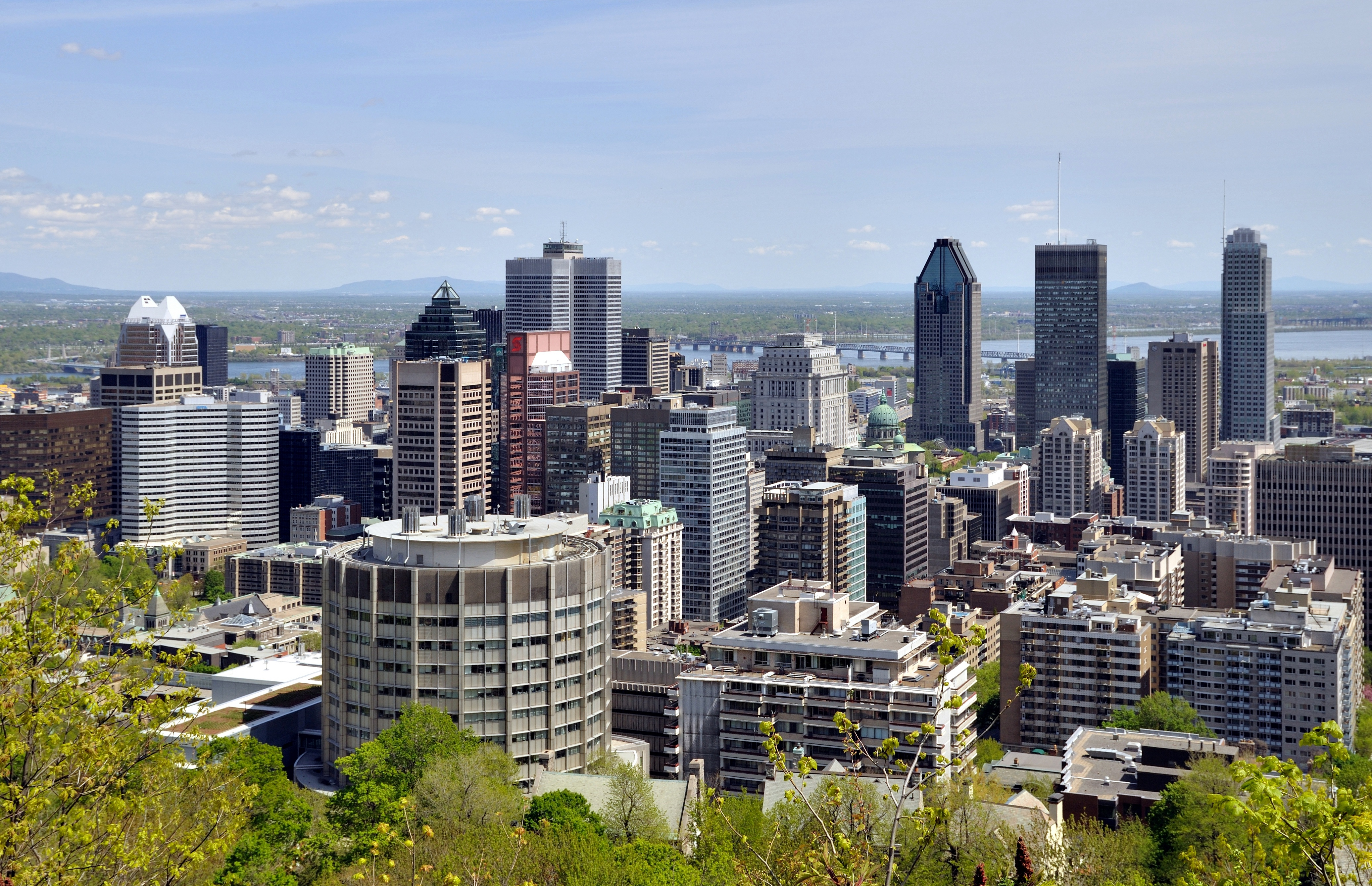
Centro de Montreal.

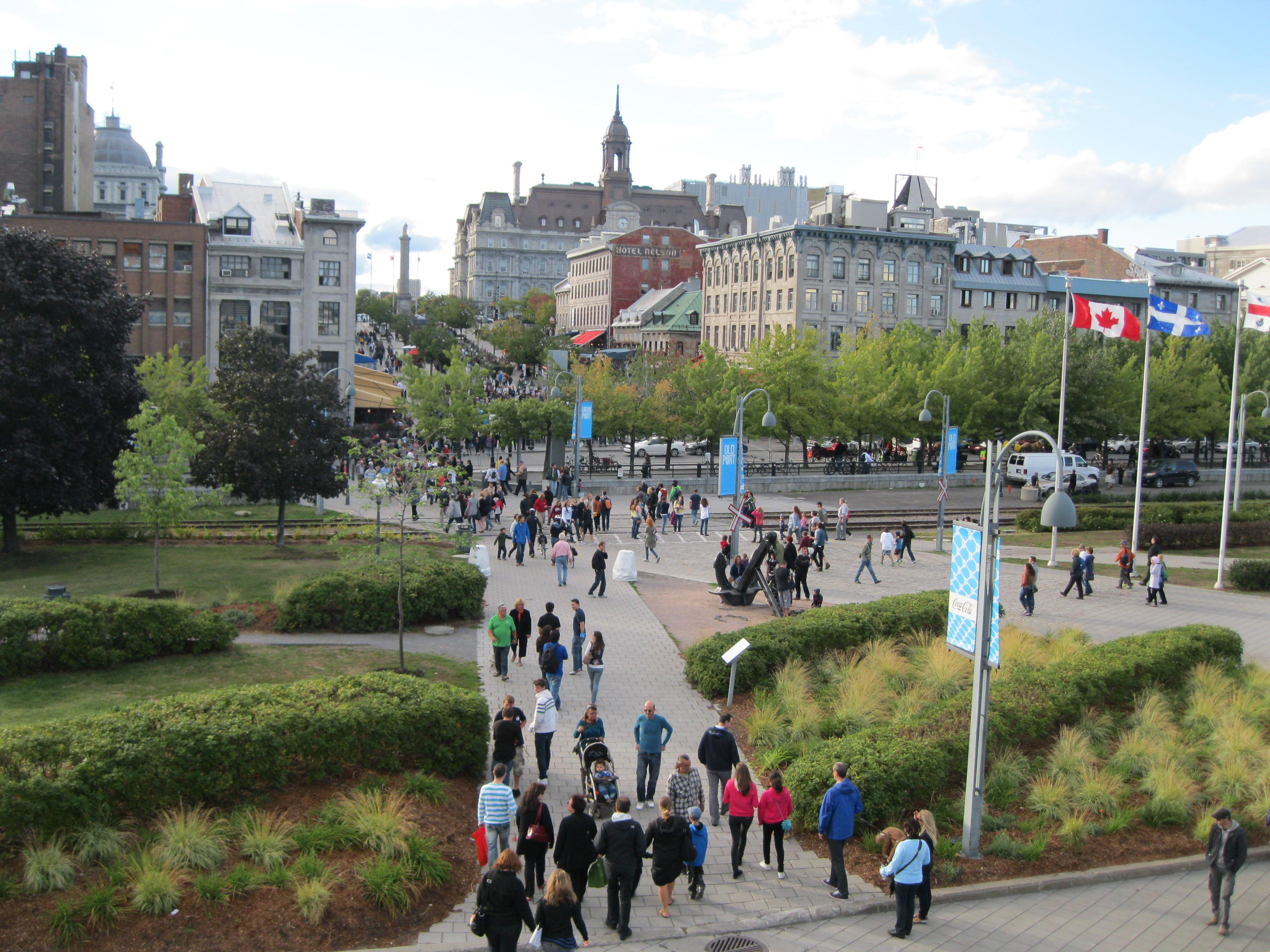
Vieux-Montréal.

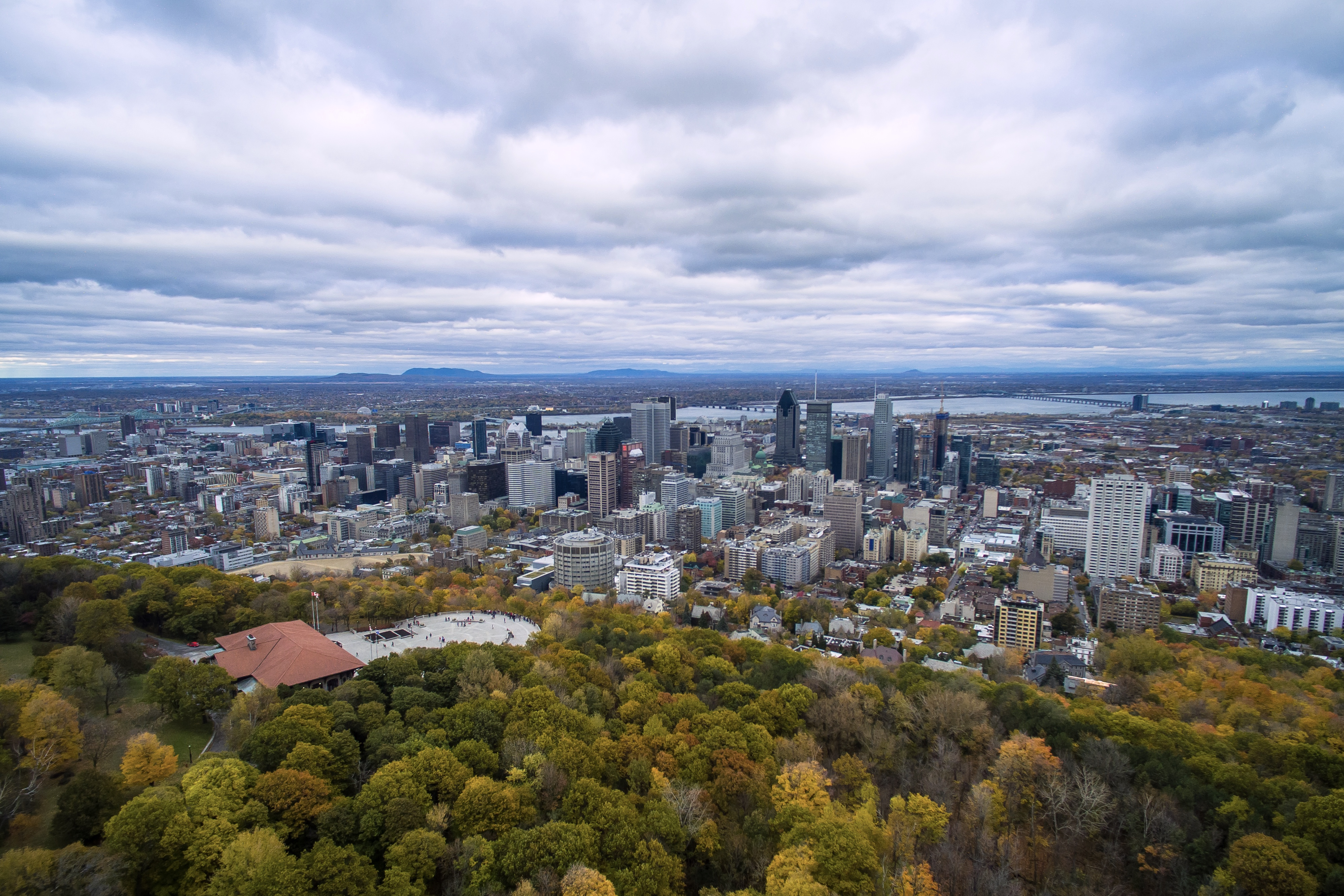
Monte Royal.

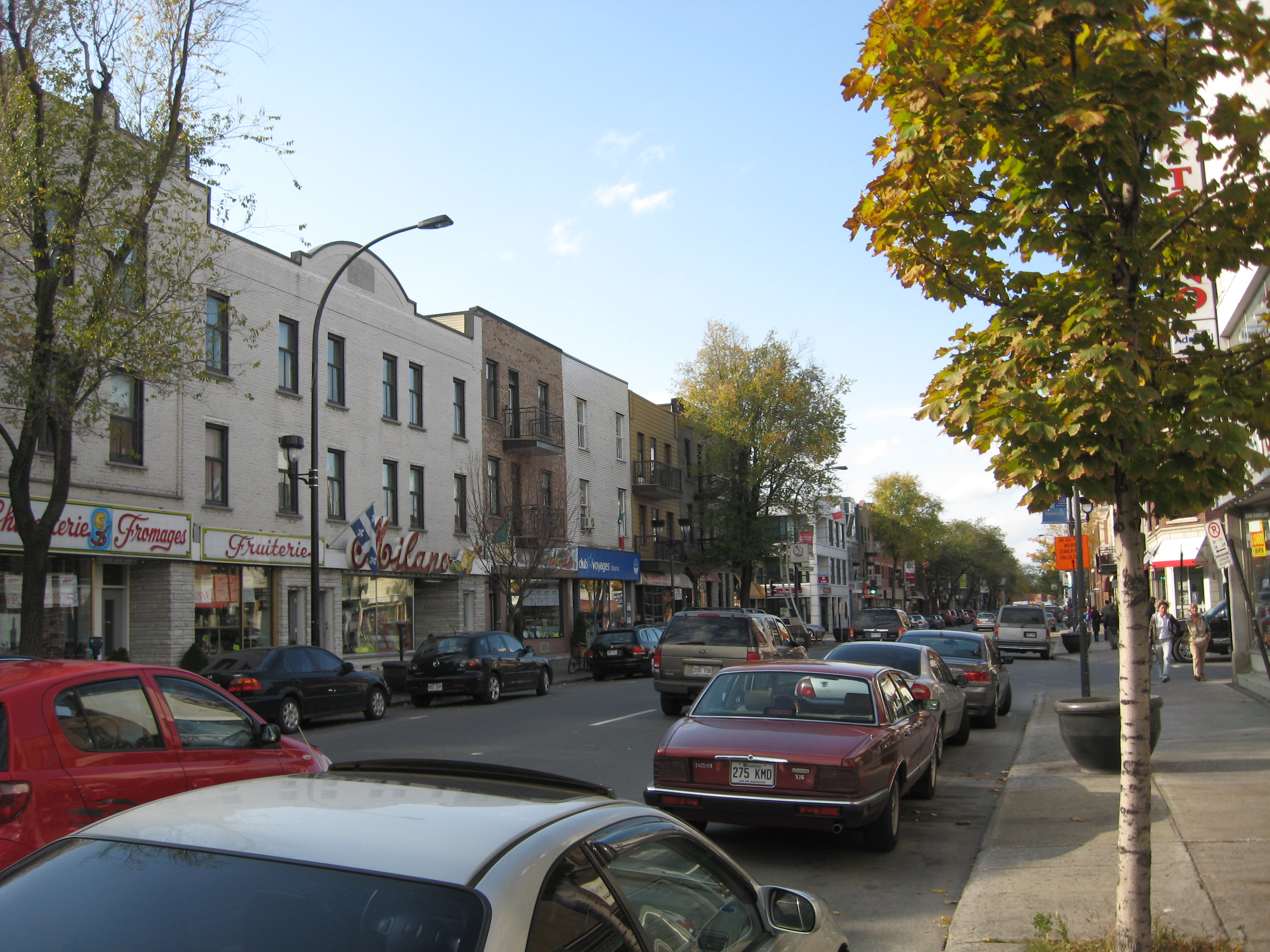
Saint Lawrence Boulevard.

Uma anormalia é que zero é o Rio São Lourenço e o Canal de Lachine, sendo que os números de endereços ao sul do canal iniciam em zero no rio, e aumentam em direção ao canal, sendo que então este reinicia a numeração de endereços para zero novamente. Existem apenas duas ruas na cidade que cruzam o canal sem mudarem seus nomes (Atwater e Charlevoix), sendo que endereços ao sul do canal adicionam um zero antes do número de endereço, para que este aja como um número negativo. 0400 Charlevoix, por exemplo, localiza-se ao sul do canal, e 400, a oeste. O sistema de gradeamento foi introduzido pela Cidade de Montreal na década de 1920, embora tenha sido pouco usado por cidades vizinhas. Por isto, nos distritos (anteriormente cidades, que foram fundidas com Montreal em 2002) utilizam até os dias atuais sistemas de numeramento de endereços diferentes, embora a maioria das ruas que iniciam nos nove distritos originais utilizem o sistema de numeração de Montreal. O maior número de endereço da cidade é 23 000 Gouin Boulevard West, no distrito de Pierrefonds.[carece de fontes?]

### Nomenclatura
A maioria das ruas de Montreal não mudam de nome ao longo de seu curso (não incluindo o uso dos prefixos de direção Est-Ouest. Vias públicas tais como Saint Lawrence Boulevard, Papineau Avenue, De Lorimier Avenue e Pie-IX Boulevard correm ao longo de ambos os rios, e algumas ruas reiniciam, mesmo tendo "vazios" (interrupções). Existem algumas exceções notáveis, que continuam a ser usadas por motivos históricos. Algumas ruas norte-sul que iniciam na Vieux-Montréal mudam seu nome na Rue Sainte-Antoine, que corre ao longo do que era antes a antiga muralha da cidade (Saint-Pierre → Bleury, Bonsecours → Saint-Denis). Apenas uma rua muda de nome diversas vezes: Rue McGill → Rue Square-Victoria → Beaver Hall Hill → Frère-André Place → Phillips Place → Phillips Square → Rue Aylmer.[carece de fontes?]
De acordo com as regras da Commission de toponymie du Québec, o francês é o único idioma oficial, e é para ser utilizado em todos os idiomas. Por exemplo, chemin de la Côte-des-Neiges; rue Sainte-Catherine; côte du Beaver Hall. A maioria dos anglófonos, porém, utilizam equivalentes genéricos do inglês, tais como street ou road, incluindo a mídia anglófona, como o Montreal Gazette. Distritos oficialmente bilíngues possuem o direito de utilizar tais equivalentes anglófonos a nível oficial, tais como em sinais de trânsito. No passado, algumas vias públicas possuíam tanto nomes em inglês e em francês, tais como avenue du Parc ou Park Avenue, rue de la Montagne ou Mountain Street, rue Saint-Jacques ou Saint James Street. Alguns destes nomes ainda são usados coloquialmente pelos anglófonos, uso perpetuado pela indústria do turismo. Muitas vias públicas possuem nomes oficiais em inglês, não traduzidas para o francês, tais como chemin Queen Mary, rue University, avenue McGill College. Existem também alguns casos onde tanto o nome em francês quanto o em inglês são oficiais, como é o caso de chemin du Bord-du-Lac/Lakeshore Road.[carece de fontes?]
Muitos anglófonos ainda utilizam os nomes das vias públicas da cidade em inglês em geral, mesmo sendo o formato francês o único oficial na cidade. Nomes tais como Park Avenue, Mountain Street, Saint Lawrence Boulevard, Pine Avenue, Saint John's Boulevard, entre outros, são de uso comum entre os anglófonos. O posto de correios do Canadá aceita nos endereços o uso de expressões inglesas, mas não uso do formato anglófono dos nomes das vias públicas propriamente dita. Por exemplo, de la Montagne Street ou Du Parc Avenue são permitidos, mas não Montains Street ou Park Avenue, mesmo os primeiros quase nunca sendo utilizadas entre anglófonos. Outra anormalia é a René Lévesque Boulevard. Uma vez chamada de Dorchester Boulevard, esta longa rua leste-oeste foi renomeada em homenagem ao nacionalista quebequense René Lévesque, exceto em secções que correm ao longo da cidade anglófona de Westmount. Porém, a rua como um todo ainda é chamada por alguns como Dorchester.[carece de fontes?]
É bom notar que em Montreal, como em outras cidades, as expressões genéricas (como "rua" ou "avenida") são geralmente omitidas, tanto em francês quanto em inglês. Por exemplo, Saint Lawrence Boulevard é constantemente chamada simplesmente como Saint Lawrence (ou Saint Laurent). Muito raramente diferentes vias públicas recebem o mesmo nome. Se duplicação de nomes ocorre, isto acontece sempre em diferentes distritos ou cidades, e é mantido por razões históricas. Por exemplo, Montreal possui seis vias públicas diferentes nomeadas Victoria, e outras nove, em subúrbios fora da Ilha de Montreal. Em anos recentes, Montreal e a maioria de seus subúrbios tem abandonado o uso de expressões genéricas, colocando simplesmente apenas o nome oficial nos seus sinais de trânsito.[carece de fontes?]

## Economia

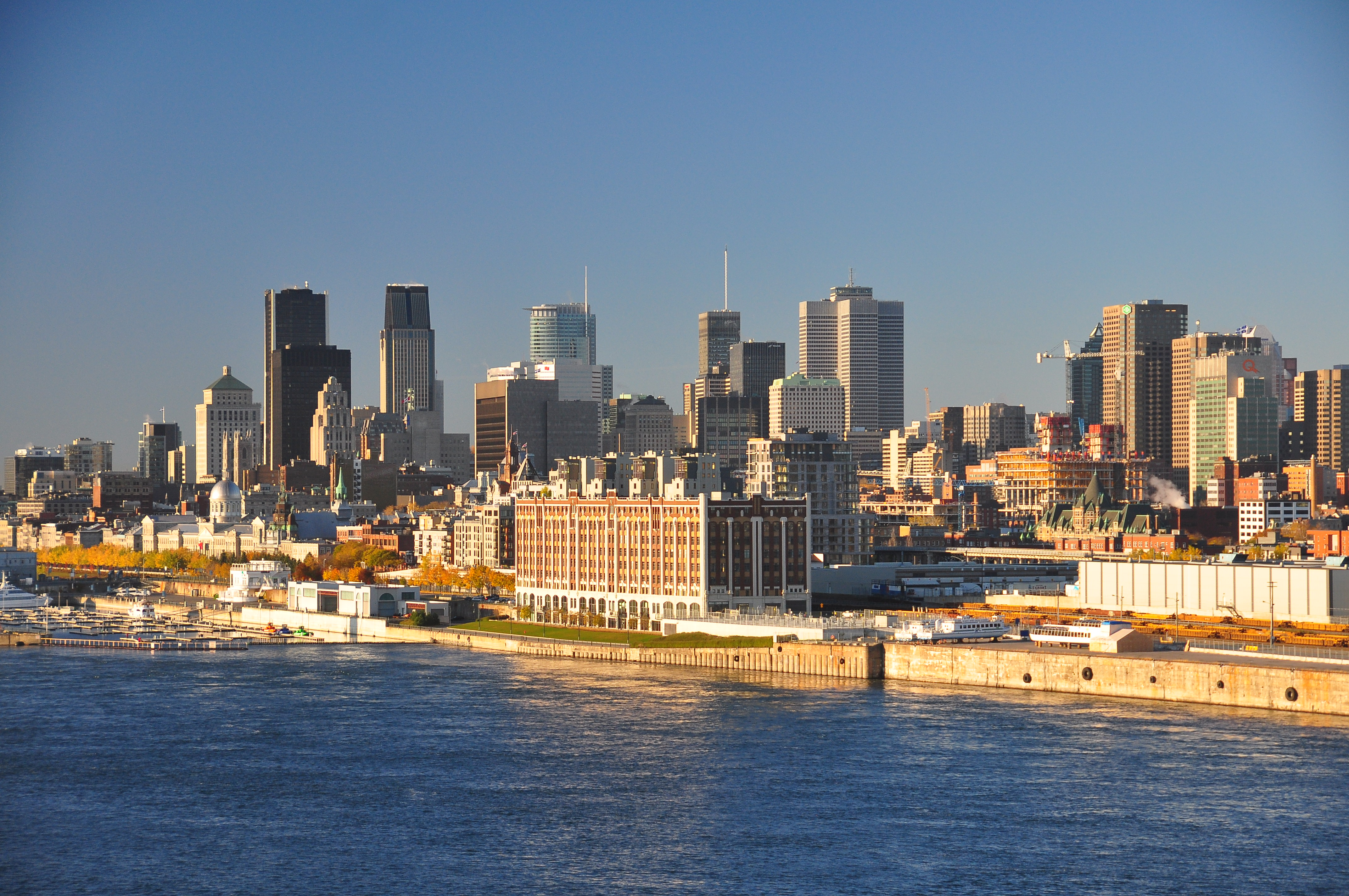
Vista do centro financeiro de Montreal.

Montreal tem a segunda maior economia entre as cidades canadenses com base no PIB e a maior de Quebec. Em 2014, o A Grande Montreal foi responsável por 118,7 bilhões de dólares canadenses do PIB do Quebec, que é de 340,7 bilhões de dólares canadenses. A cidade é atualmente um importante centro de comércio, finanças, indústria, tecnologia, cultura e relações internacionais. Entre as principais indústrias estão aeroespacial, bens eletrônicos, produtos farmacêuticos, produtos impressos, engenharia de software, telecomunicações, fabricação de têxteis e vestuário, tabaco, produtos petroquímicos e transporte. O setor de serviços também é forte e inclui engenharia civil, mecânica e de processos, finanças, ensino superior e pesquisa e desenvolvimento. Em 2002, Montreal foi o quarto maior centro da América do Norte em termos de empregos aeroespaciais.
O Porto de Montreal é um dos maiores portos continentais do mundo e transporta anualmente 26 milhões de toneladas de carga. Como um dos portos mais importantes do Canadá, continua sendo um ponto de transbordo para grãos, açúcar, produtos petrolíferos, máquinas e bens de consumo. Por esta razão, Montreal é o centro ferroviário do Canadá e sempre foi uma cidade ferroviária extremamente importante; é o lar da sede da Canadian National Railway e foi o lar da sede da Canadian Pacific Railway até 1995.

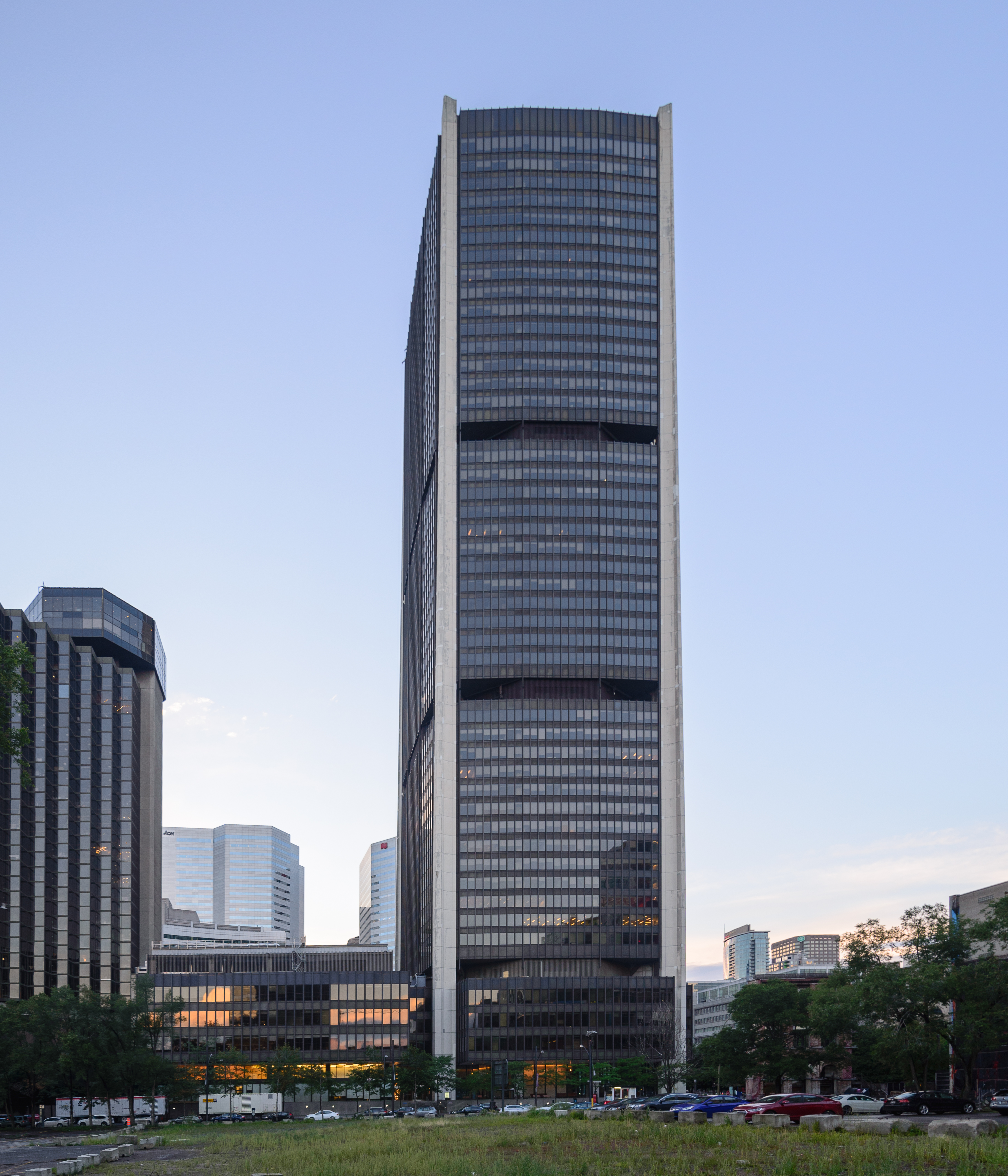
Tour de la Bourse, sede da Bolsa de Valores de Montreal.

A sede da Agência Espacial Canadense está em Longueuil, a sudeste de Montreal. Montreal também abriga a sede da Organização da Aviação Civil Internacional (OACI, órgão das Nações Unidas); a Agência Mundial Antidoping (um órgão olímpico); o Conselho Internacional de Aeroportos (a associação dos aeroportos mundiais - ACI World), a Associação Internacional de Transportes Aéreos (IATA), a Auditoria de Segurança Operacional da IATA e a Câmara Internacional de Comércio de Gays e Lésbicas (IGLCC), bem como algumas outras organizações internacionais em vários campos.
Montreal é um centro de produção de filmes e televisão. A sede da Alliance Films e cinco estúdios do National Film Board of Canada, ganhador do Óscar, estão na cidade, bem como as sedes da Telefilm Canada e da Ici Radio-Canada Télé. Dada a sua arquitetura eclética e ampla disponibilidade de serviços de cinema, Montreal é um popular local de filmagem para longas-metragens e, por vezes, está em posições europeias. A cidade também abriga muitos festivais culturais, de cinema e de música reconhecidos (Just for Laughs, Just For Laughs Gags, Festival Internacional de Jazz de Montreal, Festival Internacional de Cinema de Montreal e outros), que contribuem significativamente para sua economia. É também o lar de uma das maiores empresas culturais do mundo, o Cirque du Soleil.
A indústria de videogames vem crescendo em Montreal desde 1997, coincidindo com a abertura do Ubisoft Montreal. Recentemente, a cidade atraiu desenvolvedores de jogos e estúdios de editores líderes mundiais, como EA, Eidos Interactive, BioWare, Behaviour Interactive, Strategy First, THQ e Gameloft, principalmente por causa da qualidade do trabalho especializado local e de créditos fiscais oferecidos às corporações. Recentemente, a Warner Bros. Interactive Entertainment, uma divisão da Warner Bros., anunciou que abriria um estúdio de videogames. Relativamente novo para o setor de videogames, será o primeiro estúdio aberto pela própria Warner Bros. e desenvolverá jogos para franquias da empresa, como Batman e outros jogos de seu portfólio da DC Comics. O estúdio criará 300 empregos.

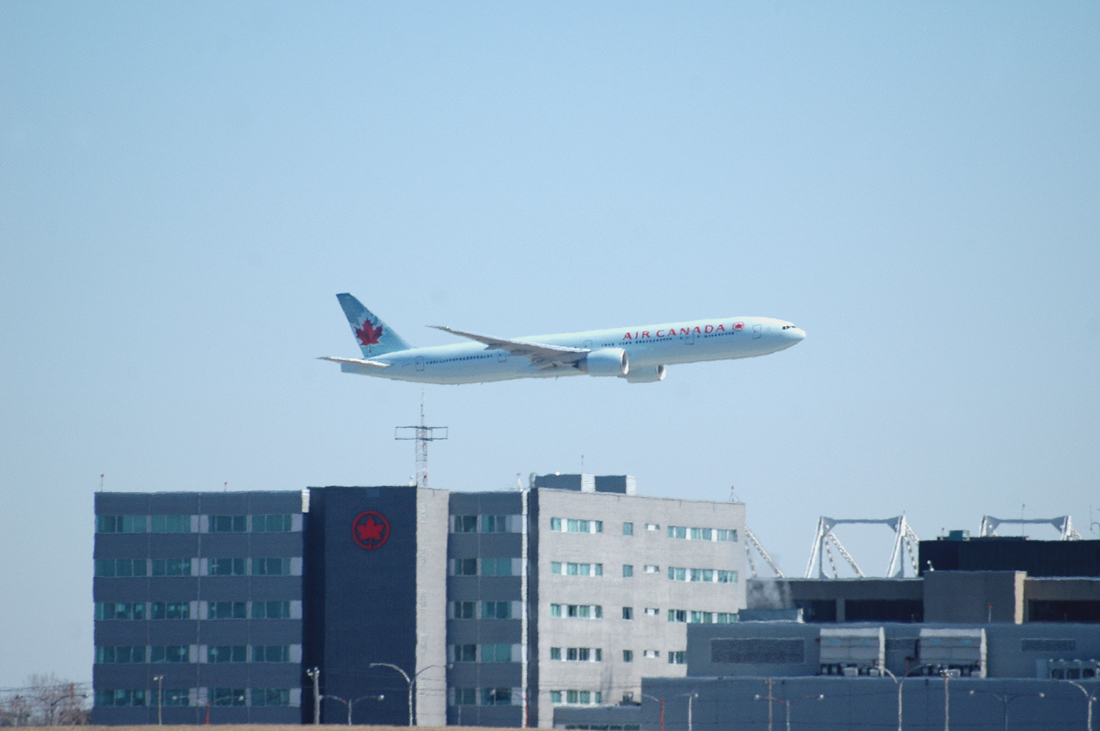
Sede da Air Canada.

Montreal desempenha um papel importante no setor financeiro. O setor emprega aproximadamente 100 000 pessoas na região metropolitana da cidade. Em março de 2016, Montreal estava classificada na 21ª posição no Índice de Centros Financeiros Globais, um ranking de competitividade de centros financeiros em todo o mundo. A cidade é o lar da Bolsa de Montreal, a mais antiga bolsa de valores no Canadá e o único balcão de derivativos financeiros no país.
A sede corporativa do Banco de Montreal e do Royal Bank of Canada, dois dos maiores bancos do país, estavam em Montreal. Apesar de ambos os bancos terem transferido a sua sede para Toronto, Ontário, seus escritórios corporativos legais permanecem em Montreal. A cidade é o lar de matrizes de dois bancos menores, o National Bank of Canada e o Laurentian Bank of Canada. A Caisse de dépôt et placement du Québec, um investidor institucional que gerencia ativos no total de 248 bilhões de dólares, tem seu principal escritório de negócios na cidade. Muitas subsidiárias estrangeiras que operam no setor financeiro também possuem escritórios em Montreal, incluindo HSBC, Aon, Société Générale, BNP Paribas e AXA. Várias empresas estão sediadas na área da Grande Montreal, como Rio Tinto Alcan, Bombardier, Canadian National Railway, Air Canada, Air Transat, Cirque du Soleil, entre outras.

## Infraestrutura

### Mídia

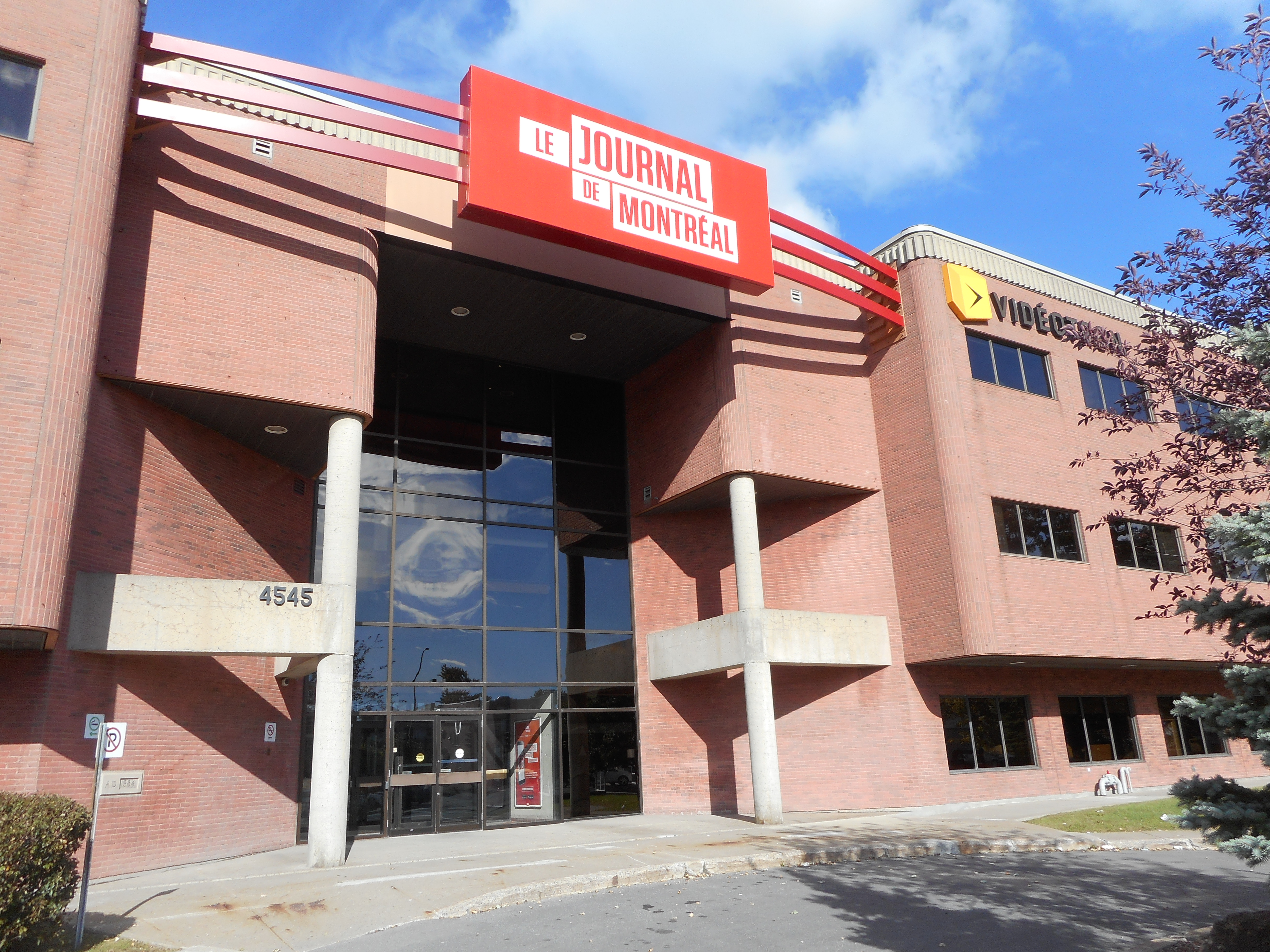
Sede do Le Journal de Montréal.

Montreal possui 28 estações de rádio (17 em francês, dez em inglês e uma bilíngue), nove estações de televisão (cinco em francês e quatro em inglês), quatro jornais diários (três em francês e um em inglês), além de vários outros jornais comunitários, publicados semanalmente, em francês, inglês e outros idiomas.
Os três jornais diários em francês são La Presse, Le Journal de Montréal e o Le Devoir. O Le Journal de Montréal é o jornal de maior circulação em Quebec, e também é o jornal francófono de maior circulação na América do Norte. O Montreal Gazette é o único jornal diário publicado em inglês na cidade, e, sendo publicado pela primeira vez em 1778, é também o jornal mais antigo da cidade.

### Educação

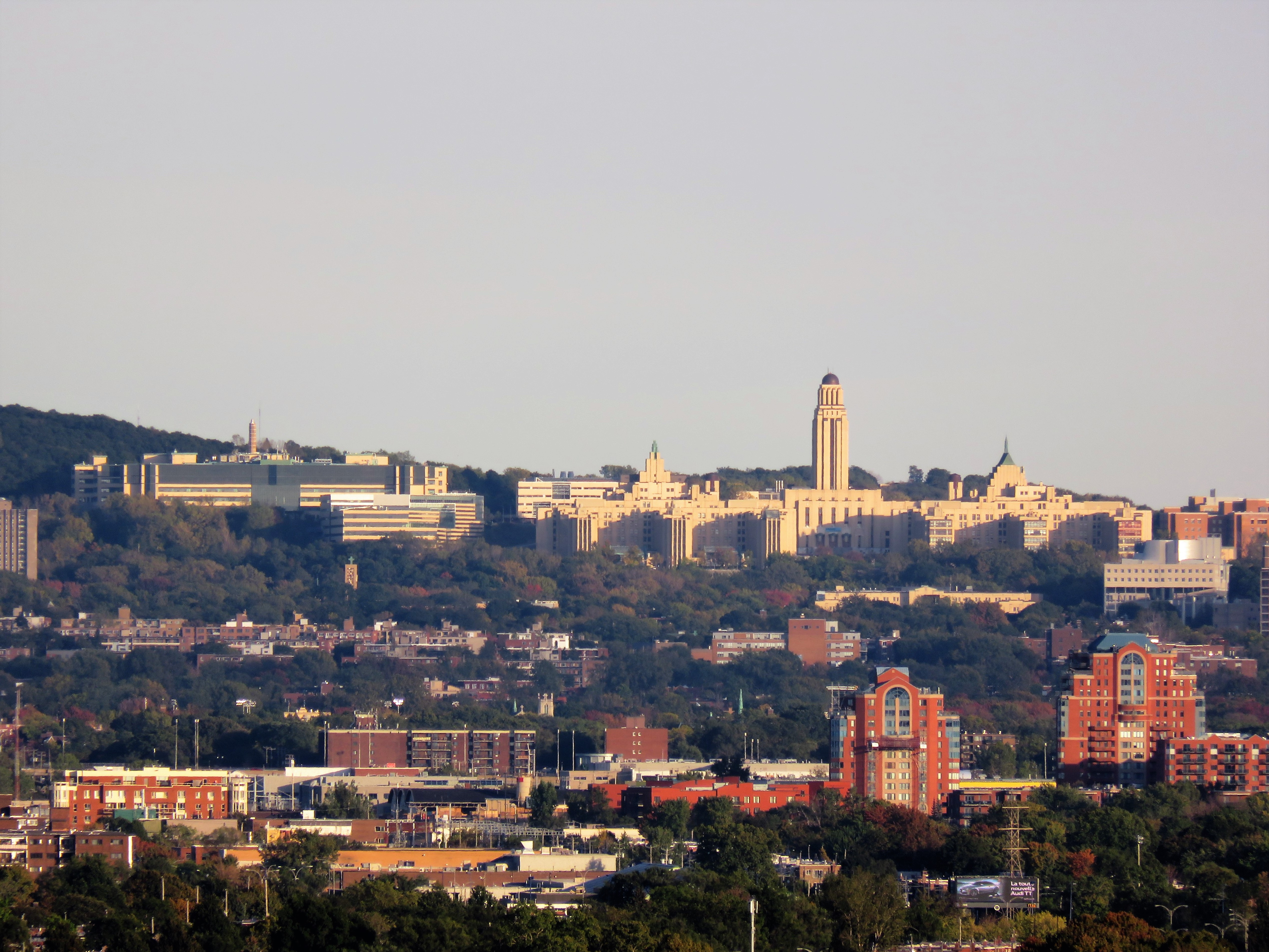
Vista da Escola Politécnica e da Universidade de Montreal.

Existem dois sistemas públicos de escolas públicas na cidade, um encarregado de atender alunos cujo idioma materno é o francês, e outro para atender alunos primariamente anglófonos. Os pais também podem optar por deixar suas crianças no sistema católico de ensino, que é subsidiado pelo município. A taxa de alunos estudando em escolas particulares na cidade é a maior do Canadá. Aproximadamente 24% dos alunos residentes em Montreal estudam em escolas privadas.
O sistema de bibliotecas públicas de Montreal compõe-se de uma biblioteca central e de outras, menores, ao redor da cidade. Enquanto a maioria das edições de enciclopédias e outros livros importantes sejam em francês, outras coleções, livros e revistas podem ser encontradas em inglês e mesmo em outros idiomas, das quais as mais comuns são em italiano, chinês, português, espanhol e em árabe, entre outros.
Montreal possui a maior população universitária per-capita da América do Norte, devido às suas quatro universidades, sendo três delas altamente reconhecidas na América do Norte: a Universidade McGill (que ensina em inglês), a Universidade Concórdia (também em inglês),e a Universidade de Montreal (que ensina em francês). Outras universidades na Região Metropolitana de Montreal são a Universidade do Quebec em Montreal, e na cidade vizinha de Longueuil, a Universidade de Sherbrooke em Longueuil. Montreal possui também várias faculdades.

### Transportes

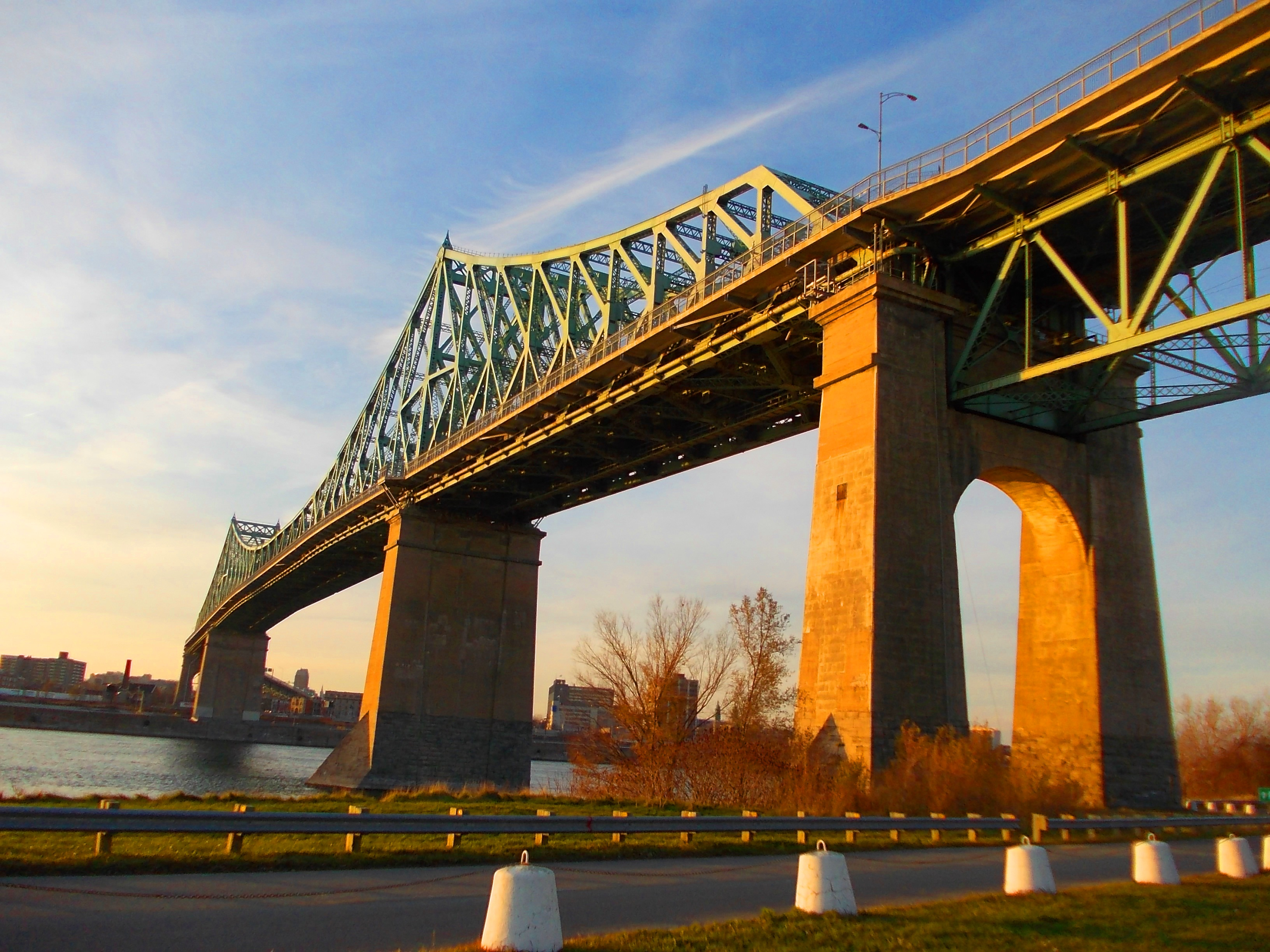
Ponte Jacques-Cartier.

Montreal é o maior pólo rodoviário, ferroviário e portuário do Canadá, bem como possui o terceiro mais movimentado aeroporto do país, o Aeroporto Internacional Pierre Elliot Trudeau.
Montreal é uma cidade bem servida por estradas, com seis rodovias nacionais conectando a cidade a outras cidades canadenses, e aproximadamente 85 quilômetros de vias expressas cortando a cidade. Outras 60 km de vias expressas estão localizadas nas imediações da cidade. Está conectada com suas cidades vizinhas através de quatro pontes, em direção à margem sul do São Lourenço, seis em direção à Laval, e duas em direção à margem norte do São Lourenço. Apesar disto, a cidade possui vários problemas de trânsito, decorrentes do grande tráfego de veículos procedentes dos subúrbios, principalmente de Longueuil, onde a largura do Rio São Lourenço torna a construção de pontes cara e difícil. A cidade também é acessada pela Ponte Champlain, ponte esta utilizada por quase 60 milhões de veículos por ano, sendo a ponte mais movimentada do Canadá. A ponte Champlain está com estrutura desgastada e uma nova ponte está sendo construída no lugar. A previsão de abertura da nova ponte é dezembro de 2018, quando a ponte Champlain deve ser demolida.

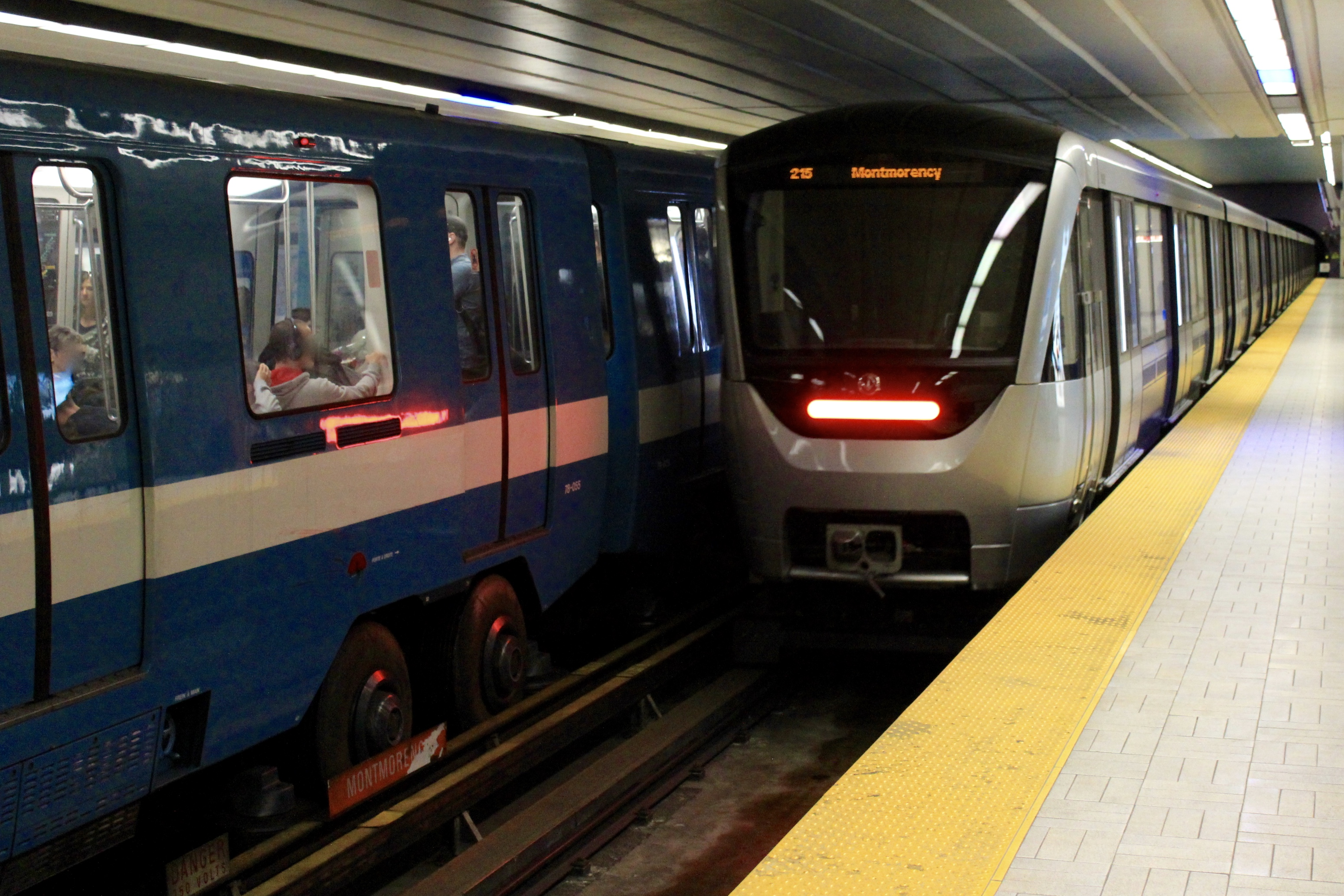
Metrô de Montreal.

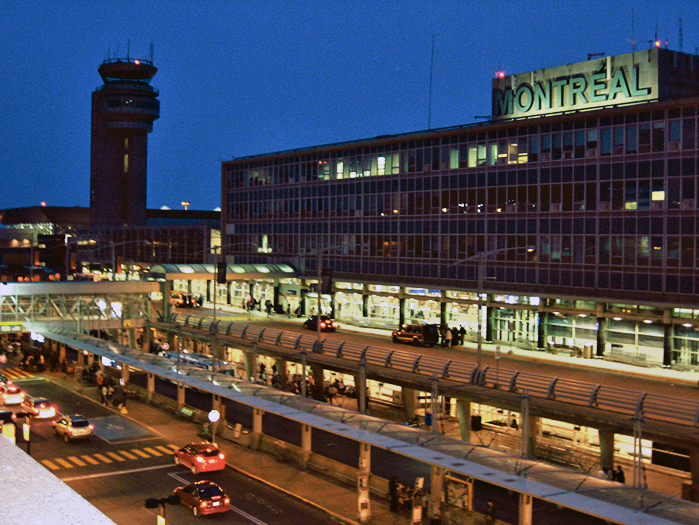
Aeroporto Internacional Pierre Elliot Trudeau.

O órgão público encarregado de administrar o sistema de transportes públicos de Montreal é a Société de Transport de Montréal - STM (Sociedade de Transportes de Montreal). São um total de 361 linhas de ônibus, além de sistema de metrô que possui 64 quilômetros de comprimento e 65 estações, todas com acesso a linhas de ônibus. O sistema de transportes públicos de Montreal é totalmente integrado, como é de praxe no Canadá, e em muitas cidades dos Estados Unidos. As estações de metrô de Montreal são verdadeiras obras de arte, grandes, usando de artifícios artísticos como estátuas, pinturas e arquitetura, que lhe renderam o apelido de As maiores obras de arte subterrânea do mundo. De fato, todo o sistema de metrô de Montreal fica abaixo do solo, com o objetivo de maximizar a temperatura dentro das estações nos dias rigorosos de inverno.
A cidade de Montreal é o principal centro ferroviário do Canadá, devido ao seu porto de grandes dimensões e à sua localização estratégica no continente. A cidade abriga a sede da Canadian National Railway, e abrigou a sede da Canadian Pacific Railway até 1996, quando a companhia mudou sua sede para Calgary. Montreal é um ponto de conexão para o transporte de cereais, açúcar, derivados de petróleo, maquinaria e produtos acabados, que se transaccionam não somente com outras cidades canadenses, como também com cidades do interior do nordeste dos Estados Unidos. Cinco pontes ferroviárias conectam a Ilha de Montreal com o continente. As principais estações da cidade são a Central e a Windsor.
Montreal é servida pelo Aeroporto Internacional Pierre Elliot Trudeau, localizado na cidade vizinha de Dorval, atendendo principalmente a voos de passageiros e da aviação geral, e pelo Aeroporto Internacional Montréal-Mirabel, localizado a cerca de 50 km do centro financeiro de Montreal, na cidade de Mirabel, que atende primariamente voos de carga aérea. O Aeroporto Internacional Pierre Elliot Trudeau está no momento passando por um programa de reformas e expansão que se iniciou em 2000 e deverá terminar ainda em 2006. Este programa fará com que o aeroporto seja um dos primeiros do continente americano a permitir a operação do Airbus A380, o maior avião comercial do mundo. A Air France pretende utilizar A380s na rota Montreal-Paris, quando receber estas aeronaves.
O porto de Montreal estende-se por quinze quilômetros ao longo da margem sul e leste do Rio São Lourenço, tanto servindo grande navios oceânicos de grande porte como navios menores adaptados para uso nos Grandes Lagos. Movimenta cerca de 23 milhões de toneladas de carga anualmente. Montreal é um dos principais centros portuários da América do Norte, e o segundo principal do Canadá, atrás apenas do porto de Vancouver.

## Cultura

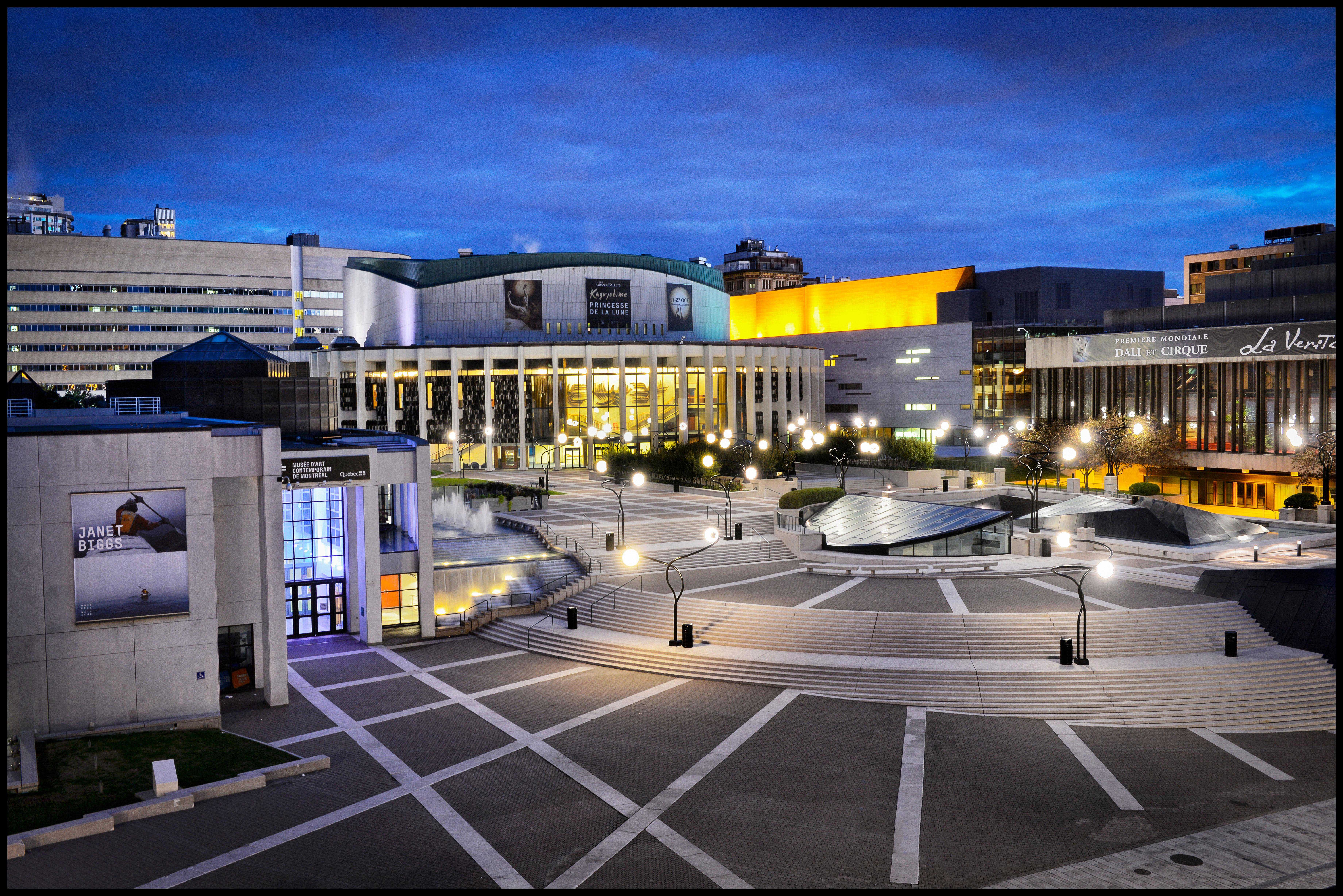
Place des Arts.

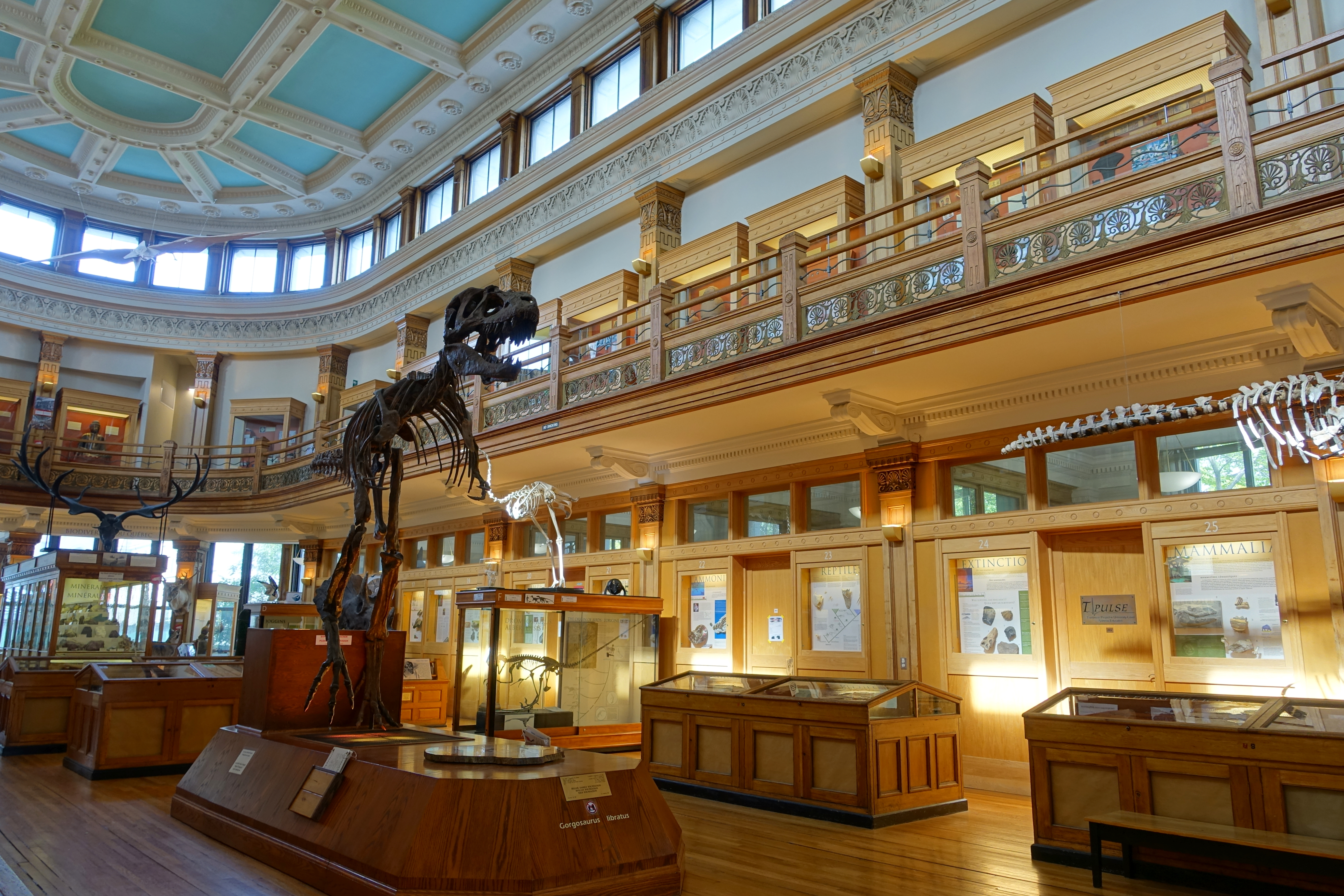
Museu Redpath.

Montreal foi referida como "Capital Cultural do Canadá" pela revista britânica Monocle. A cidade é o centro do Canadá para produções de televisão em língua francesa, rádio, teatro, cinema, multimídia e publicação impressa. As muitas comunidades culturais de Montreal lhe deram uma cultura local distinta.
Como uma cidade norte-americana, Montreal compartilha muitas características culturais com o resto do continente. Tem uma tradição de produzir música jazz e rock. A cidade também produziu muito talento nas áreas de artes visuais, teatro, música e dança. No entanto, na confluência das tradições francesa e inglesa, Montreal desenvolveu um rosto cultural único. Outra característica distintiva da vida cultural é a animação do centro da cidade, particularmente durante o verão, impulsionada por eventos culturais e sociais, particularmente festivais. O maior festival da cidade é o Festival Internacional de Jazz de Montreal, o maior festival de jazz do mundo. Outros festivais populares incluem o Just for Laughs (maior festival de comédia do mundo), Festival Internacional de Cinema de Montreal, entre outros. Há muitos festivais menores, totalizando mais de 100 por ano.
Um coração cultural da arte clássica e o local para muitos festivais de verão, a Place des Arts é um complexo de diferentes salas de concertos e teatro que cercam uma grande praça na parte leste do centro da cidade. A Place des Arts tem a sede de uma das principais orquestras do mundo, a Orquestra Sinfônica de Montreal. A Orquestra Metropolitana da Grande Montreal e a orquestra de câmara I Musici de Montréal são outras duas orquestras bem conhecidas da cidade. Também estão presentes na Place des Arts a Opéra de Montréal e a principal empresa de balé das cidades Les Grands Ballets Canadiens. Equipes de dança da cidade que são internacionalmente reconhecidas, como a Compagnie Marie Chouinard, La La La Human Steps, Vertigo e a Fundação Jean-Pierre Perreault visitaram o mundo e trabalharam com artistas populares internacionais em vídeos e concertos. A coreografia única dessas escolas de dança preparou o caminho para o sucesso do mundialmente famoso Cirque du Soleil.
Apelidado de la ville aux cent clochers ("a cidade de uma centena de campanários"), Montreal é conhecida pelas suas igrejas. Como Mark Twain observou: "Esta é a primeira vez que já estive em uma cidade onde você não poderia jogar um tijolo sem quebrar uma janela de igreja". A cidade tem quatro basílicas católicas romanas: Basílica-catedral de Marie-Reine-du-Monde, a Basílica de Notre-Dame, a Basílica de São Patrício e o Oratório de São José. O Oratório é a maior igreja do Canadá, com a segunda maior cúpula de cobre do mundo, depois da Basílica de São Pedro em Roma.

## Esportes

### Hóquei no gelo

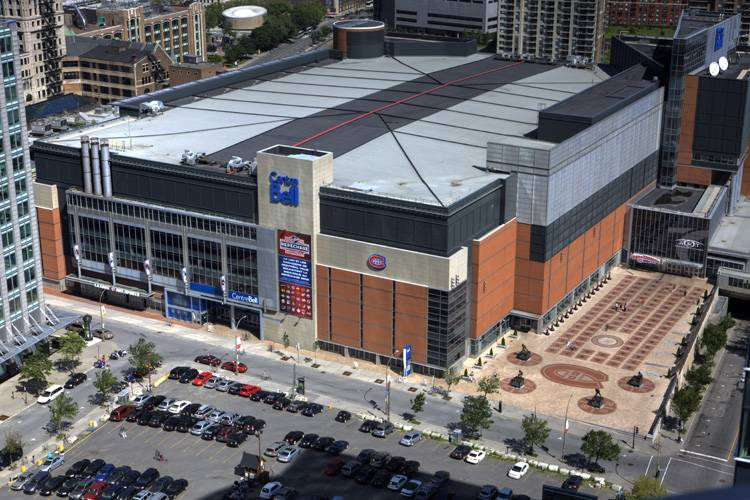
Centre Bell, casa dos Canadiens de Montréal.

O esporte mais popular é o hóquei no gelo. A equipe de hóquei profissional, o Montreal Canadiens, é uma das seis equipes originais da National Hockey League (NHL) e ganhou um recorde da 24 Copas Stanley. A mais recente vitória da Copa Stanley dos canadenses chegou em 1993. Eles têm grandes rivalidades com o Toronto Maple Leafs e o Boston Bruins, ambas as quais são equipes originais da NHL. Os Canadiens jogam no Bell Center desde 1996. Antes disso, eles jogavam no Montreal Forum.

### Futebol canadense

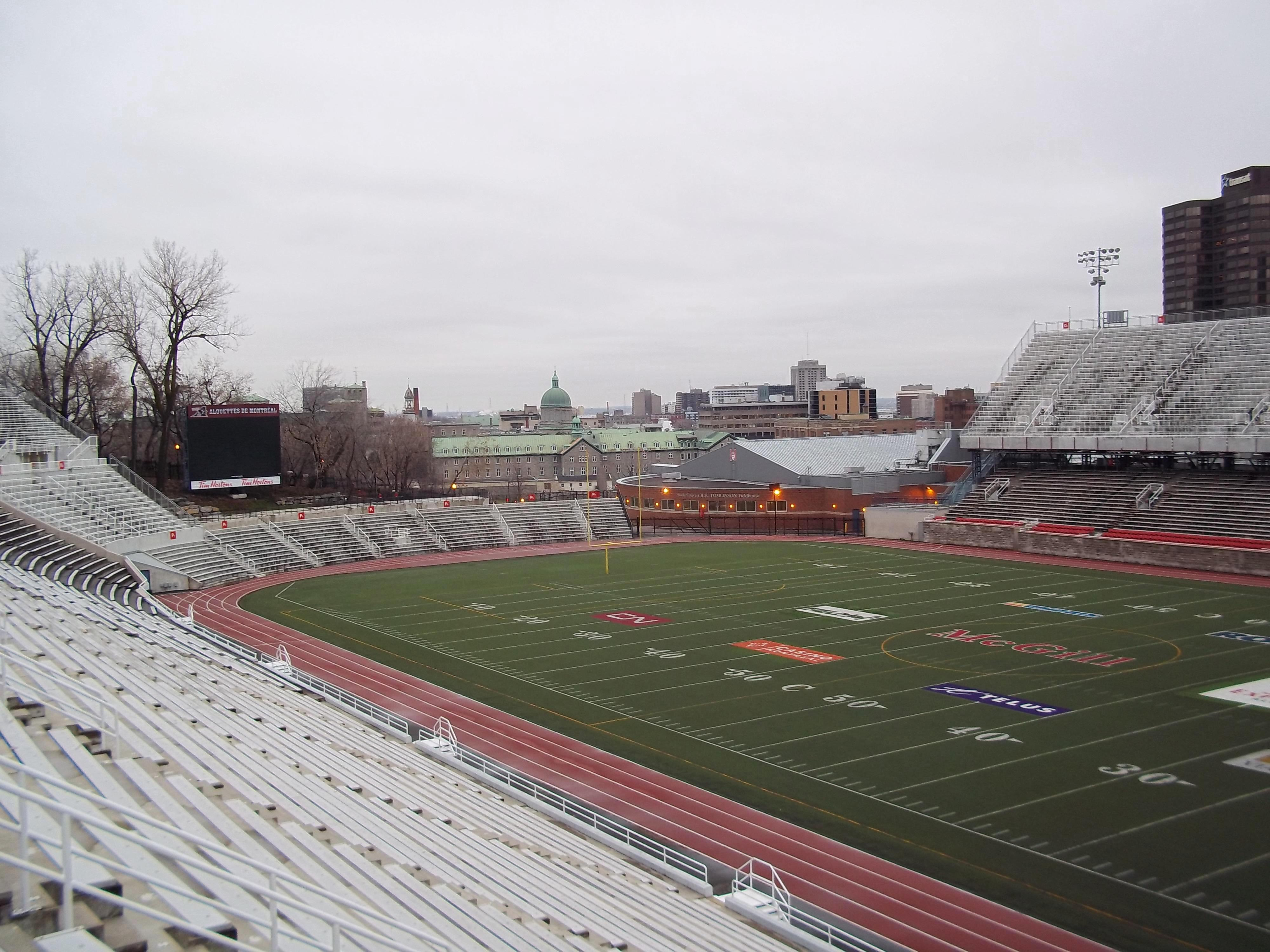
Estádio Percival-Molson, casa dos Alouettes de Montréal.

Os Alouettes de Montréal da Canadian Football League (CFL) jogam no Estádio Percival-Molson no campus da Universidade McGill para seus jogos de temporada regular. A temporada tardia e os jogos de playoffs são jogados no estádio olímpico muito maior, fechado, que também foi anfitrião da Copa Grey de 2008. Os Alouettes ganharam a Copa Grey sete vezes, mais recentemente em 2010. As Alouettes tiveram dois períodos em hiato. Durante o segundo, a Montreal Machine jogou na Liga Mundial de Futebol Americano em 1991 e 1992. McGill Redmen, Concordia Stingers e Montreal Carabins jogam na liga de futebol canadense.

### Outros esportes

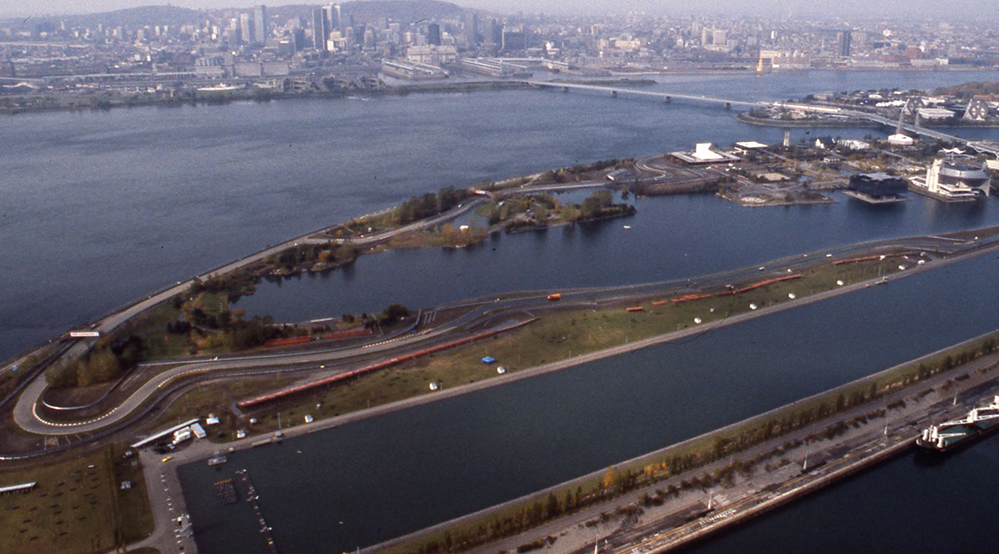
Circuito Gilles Villeneuve, palco do Grande Prêmio do Canadá de Fórmula 1.

Montreal tem uma história com o basebol. A cidade era o lar dos Montreal Royals de liga menor da International League até 1960. Em 1946, Jackie Robinson quebrou a barreira racial do beisebol com os Royals em um ano emocionalmente difícil; Robinson foi eternamente grato pelo fervoroso apoio dos fãs locais. A Major League Baseball chegou à cidade sob a forma de Montreal Expos em 1969. Eles jogaram seus jogos no Jarry Park até se mudar para o Estádio Olímpico em 1977. Depois de 36 anos em Montreal, a equipe se mudou para Washington, DC em 2005 e renomeou a si mesma para Washington Nationals.
O Montreal Impact é o time de futebol profissional da cidade. Eles jogam em um estádio de futebol chamado Estádio Saputo. Eles juntaram-se à maior liga de futebol da América do Norte, a Major League Soccer, em 2012. Os jogos de Montreal da Copa do Mundo FIFA Sub-20 de 2007, da Copa do Mundo de Futebol Feminino Sub-20 de 2014 e da Copa do Mundo de Futebol Feminino de 2015 foram realizados no Estádio Olímpico.
Montreal é o local de um evento anual de automobilismo de alto nível: o Grande Prêmio do Canadá de Fórmula 1 (F1). Esta corrida acontece no famoso Circuito Gilles Villeneuve. Em 2009, a corrida foi retirada do calendário da Fórmula 1, para o desgosto de alguns fãs, mas o Grande Prêmio do Canadá voltou ao calendário de Fórmula 1 em 2010. O circuito também hospedou uma rodada do Champ Car World Series de 2002-2007 e foi o lar das NAPA Auto Parts 200, uma corrida NASCAR Nationwide Series e do Montreal 200, uma corrida do Grand Am Rolex Sports Car Series. O Estádio Uniprix, construído em 1993 no local de Jarry Park, é usado para os torneios de tênis masculinos e femininos da Copa Rogers. O torneio masculino é um evento Masters 1000 no ATP Tour, enquanto o torneio feminino é um torneio Premier no WTA Tour. Os torneios masculinos e femininos alternam entre Montreal e Toronto todos os anos.

### Jogos olímpicos

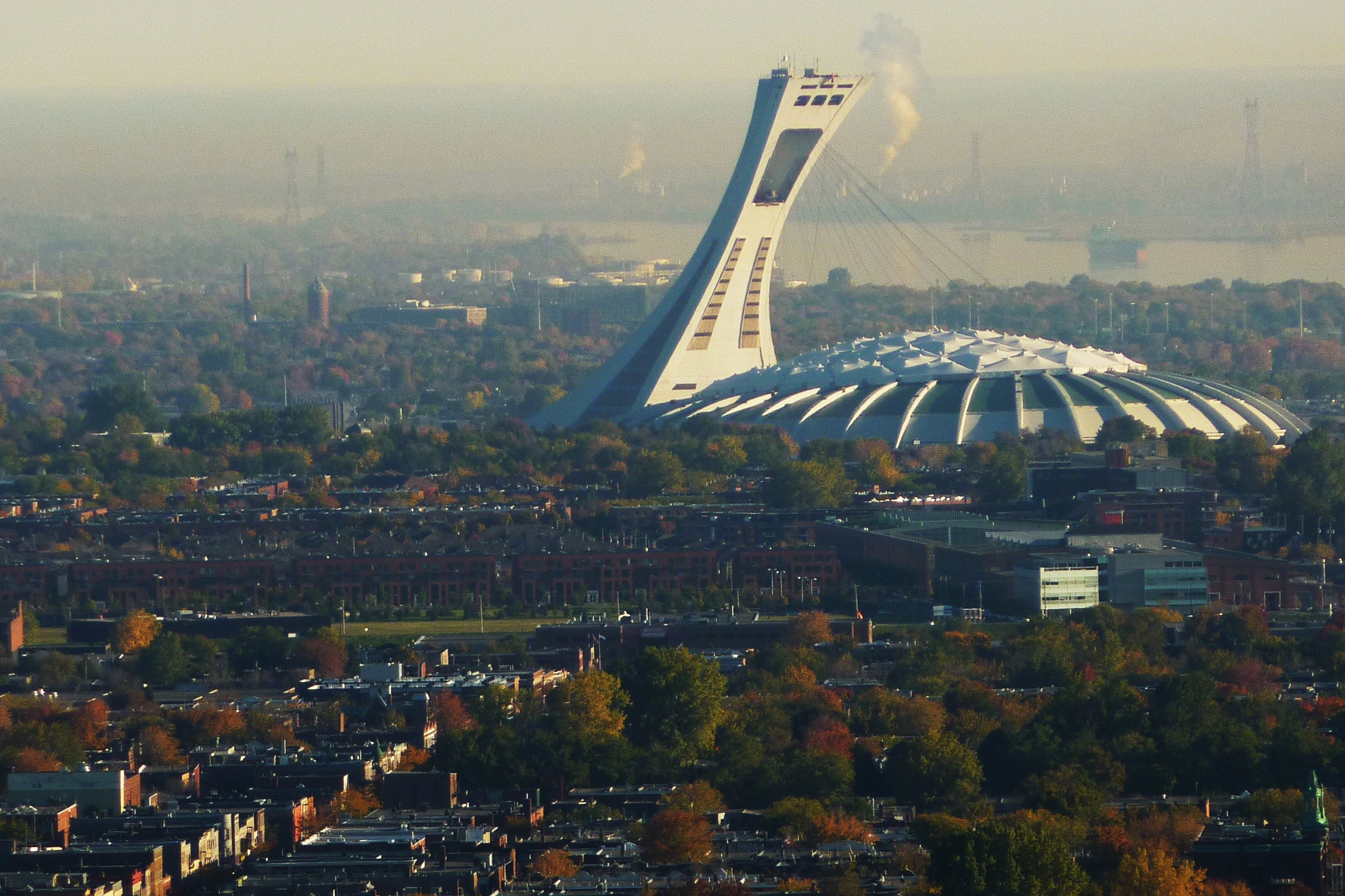
Estádio Olímpico de Montreal, com a mais alta torre inclinada do mundo (175,5 m).

Montreal foi o anfitrião dos Jogos Olímpicos de Verão de 1976. O estádio tinha um custo inicial de 1,5 bilhão de dólares, mas este valor aumentou para quase 3 bilhões de dólares e só foi pago em dezembro de 2006. Montreal também hospedou os primeiros World Outgames no verão de 2006, atraindo mais de 16 mil participantes envolvidos em 35 atividades esportivas. Montreal e a National Basketball Association (NBA) estiveram em discussões antecipadas para uma franquia de expansão localizada na cidade.